# Кваси
Кваси́ — село у Ясінянській селищній громаді Рахівського району Закарпатської області, що в Україні. Розташоване вздовж річки Чорна Тиса на відстані 14 км від районного центру Рахів і за 26 км від Географічного центру Європи.
Щороку в Кваси приїздять тисячі туристів. Однією з вагомих атракцій села є велика кількість мінеральних джерел, що сягає понад 60. Найбільш відомою є унікальна миш'яковиста вода, яку застосовують для лікування опорно-рухового апарату в санаторії «Гірська Тиса». Аналоги цій воді є лише у Франції (курорт La Bourboule), Німеччині (Baden-Baden) і Азербайджані (Nakhchivan).

## Географія
Село розташоване в міжгірській долині річки Чорна Тиса, оточене з півночі Полонинсько-Чорногорським пасмом гір (з вершинами Побори — 1076 м, Близниця — 1880 м, Менчул — 1120 м), з півдня — Мармароським кристалічним масивом. У цьому районі розташований масив Чорногора (де є найвища вершина Українських Карпат гора Говерла — 2061 м, та решта 5 двотисячників, з яких до Квасів найближче розташована г. Петрос, 2020 м). Клімат помірно континентальний, середньорічна температура повітря коливається від +7 °C до +9 °C, найтепліший місяць (липень) з середньою температурою +17 °C, найхолодніший (січень) з середньою температурою −5 °C. Опадів випадає за рік від 850 до 1050 мм. Відносна вологість повітря перебуває в межах 65-88 %. Рельєф гірський. Гори лісисті, займають 6082 га площі. Вище лісистих гір простягаються альпійські луки, які називаються полонинами. Ліс змішаний: бук, ясен, ялина, ліщина, черемха, явір, тополя, береза та ін. Також у лісах зустрічається багато грибів та ягід таких як чорниця, суниця, ожина, калина, горобина, брусниця, шипшина та багато інших.
Згідно з Українською загальною енциклопедією (1939) у Квасах є золото.
Через село також тече річка Красиленка. У присілку Тростянець, на струмку Малий Тростянець (права притока Чорної Тиси), розташований маловідомий Малотростянецький водоспад.

## Історія
Згідно з історичними довідками та джерелами появу с. Квасів датують 1648 р. Згадки села в різних документах за хронологією: 1648 — Borkút (Bélay 130), 1725 — Borkut, r. Kvaszi (Revizki), 1773 — Borkuth, Kvászj (LexLoc. 136), 1808 — Burkut, Kwásy (Lipszky: Rep. 70), 1828 — Borkút, Kwasy (Nagy 195), 1838 — Borkút (Schem. 57), 1851 — Borkút (Fényes 1: 154), 1877 — Borkut, Kvászi (Hnt.), 1913 — Tiszaborkút (Hnt.), 1925 — Kvasy (ComMarmUg. 77–8), 1944 — Tiszaborkút, Квасы (Hnt.), 1983 — Кваси, Квасы (ZO).
У XVIII столітті село належало до Королівської комори, було руським поселенням, населення якого здебільшого займалося лісорозробками. Назва села походить від слова «квасна (кисла) вода», так на Гуцульщині називають мінеральну воду. В селі і справді є мінеральні джерела, вода з яких належить до типу «Арзні» та «Єсентуки». Першу водолікарню та купелі «Буркут», (інша назва мінеральної води гуцульською говіркою) на базі мінеральних джерел, було збудовано за часів панування Австро-Угорської монархії у середині XIX ст. У роки іноземного панування до 1944 року село мало назви Боркут, Тисаборкут. Село Кваси називають столицею ліжникарства, тобто виробництва ліжників — одного з невід'ємних елементів гуцульської культури. Він завжди супроводжував гуцула протягом життя і був не тільки ковдрою, але й символом добробуту та багатства, використовувався в народній медицині, і навіть у шлюбному обряді. Сьогодні він знов набуває популярності, і ткалям закарпатської Гуцульщини не бракує роботи. Тут зберігають давні традиції ремесла та мріють заснувати школу ліжникарства. За народними переказами, перша церква в селі була вільхова, не штукатурена, а мазана глиною. У документах Мукачівської греко-католицької єпархії згадується церква в селі Кваси (Боркут), закладена 1762 року.

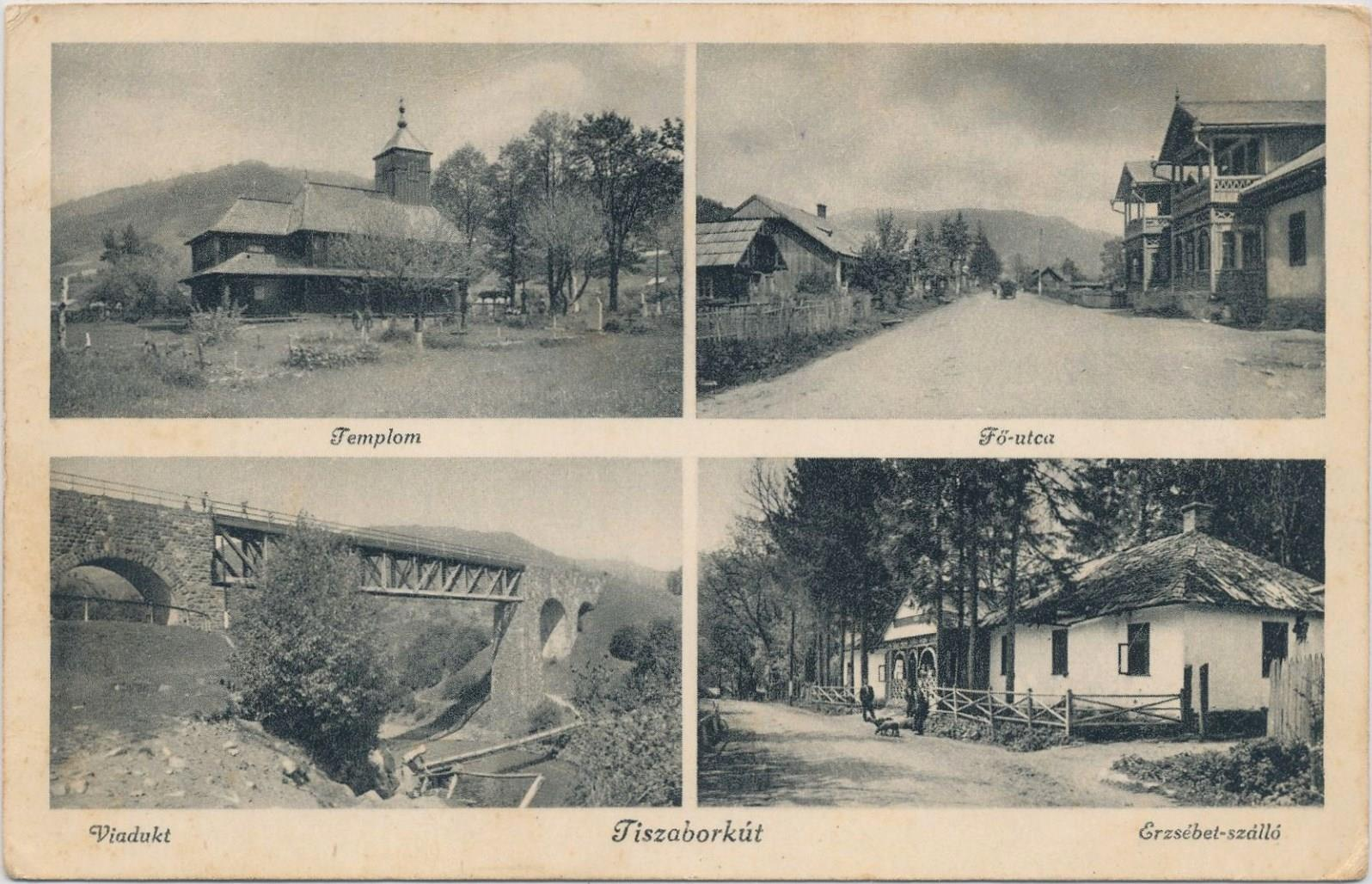
Кваси на початку XX століття
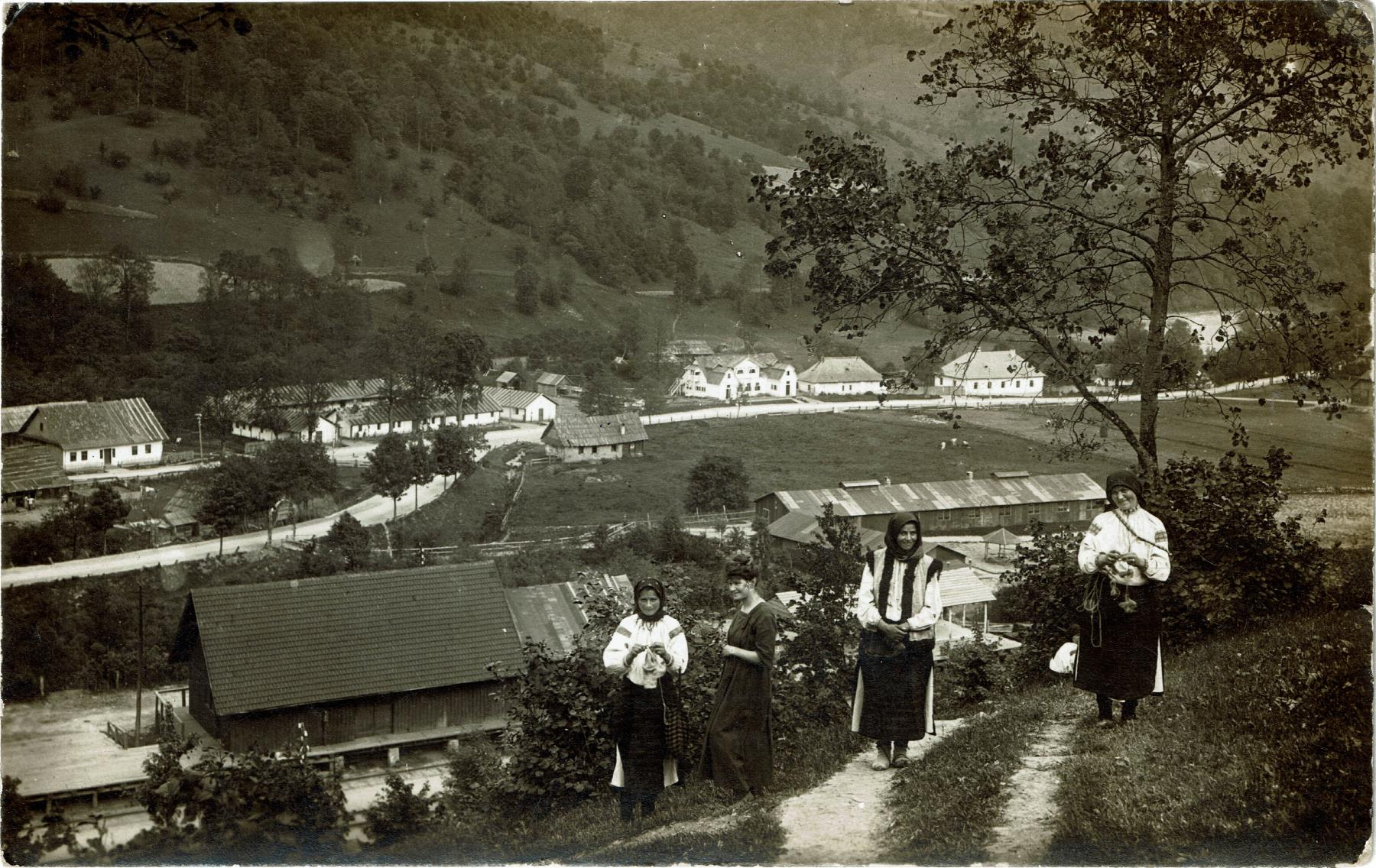
Вид на Кваси (1918 рік)
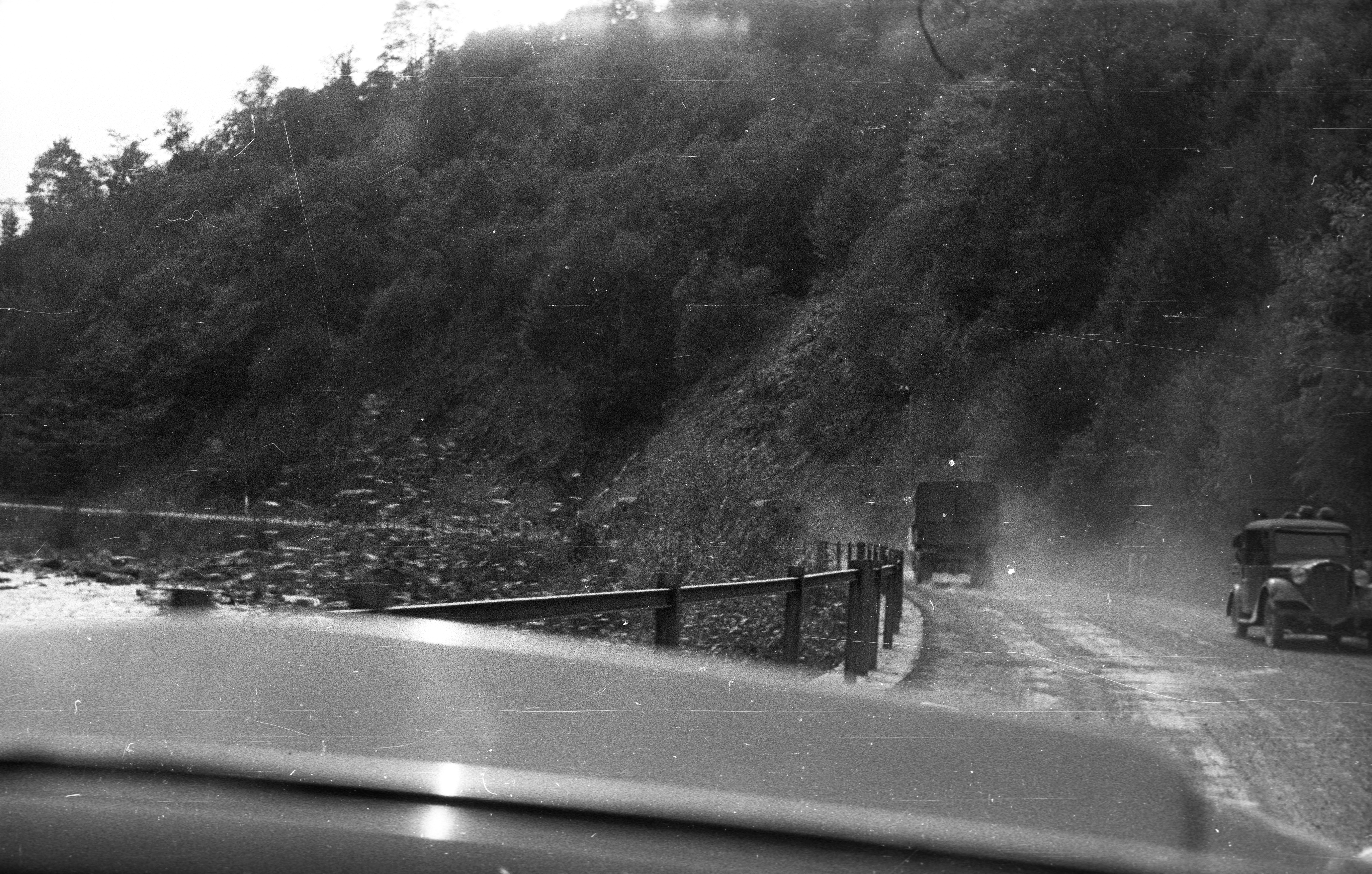
Головна дорога біля села Кваси
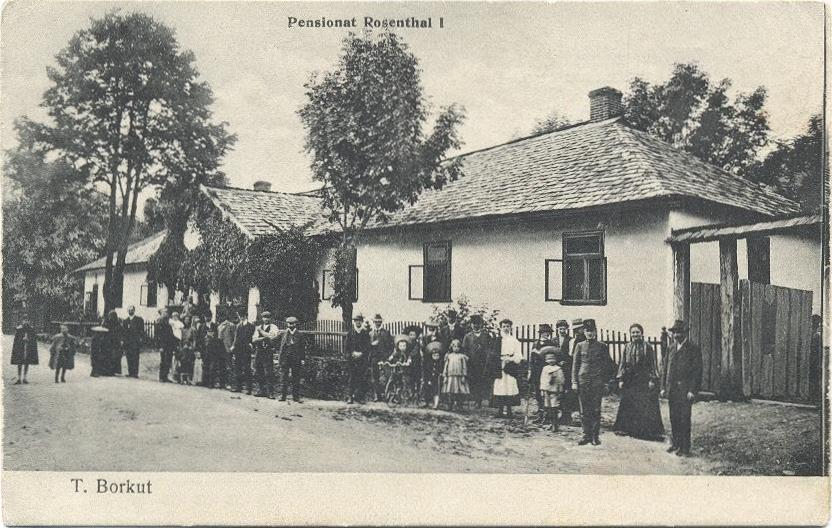
Пансіонат Розенталь
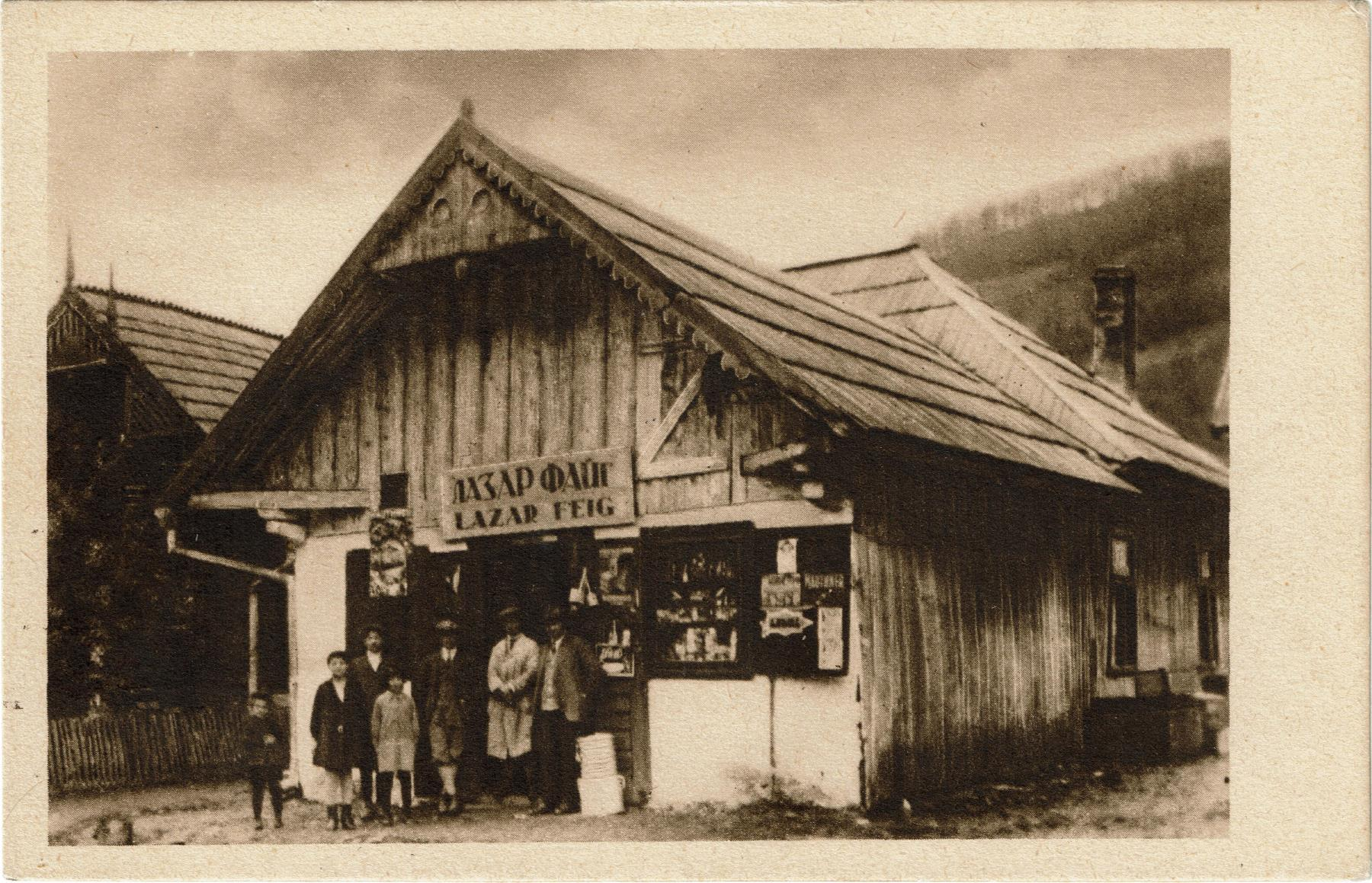
Крамниця Лазаря Фейґа у Квасах (1918 —1926)

## Падіння метеориту в селі
Метеорит під назвою Боркут (Borkut) впав у межах села Кваси 13 жовтня 1852 року о 15 годині. Координати падіння: 480,9І,00ІІ північної широти та 240,17І,00ІІ східної довготи і його загальна вага (точніше те, що залишилося від нього після падіння) становила 7 кг.
У одній із польських енциклопедій зазначено, що метеорит упав десь за 50 м від річки Тиса у дворі квасівського господаря Іштвана Шедорека. У Каталозі метеоритів, складеному і випущеному Кембриджським університетом, зазначено, що цей метеорит роздроблено на кусочки різної ваги, які зберігаються в лабораторіях у різних місцях нашої планети. Так, в університеті м. Тюбінген (Німеччина) ця частка метеориту є найбільшою і важить вона 3 кг, 202 г. У Національно-історичному музеї Будапешта (Угорщина) 190 г, у Національно-історичному музеї Відня (Австрія) 115 г, у Гарвардському університеті (Велика Британія) 74 г, у Чикаго (США) 40 г, у Берліні (Німеччина) 7,5 г, м. Вашингтон (США) 1,7 г, у Ватикані (м. Рим, Італія) 5 г, у Майнці (Німеччина) 23,2 г, у Лос-Анджелесі (США) 34,2 г, у Нью-Йорку (США) 23,7 г, у Палатіні (штат Іллінойс, США) 9 г, у Бартошевітці (Німеччина) 107 г, у Російській Академії Наук (м. Москва) 3,4 грами та у м. Колката (Індія).

## Присілки
Присілки були об'єднані в єдину адміністративну одиницю з селом Кваси 15 квітня 1967 року рішенням облвиконкому Закарпатської області № 155.

#### Васкул-Кевелів
Перша згадка у 1898 році: Kevele, інші згадки 1907: Kevele, 1913: Kevele, 1944: Kevele, Кевеливъ, 1967: Васкул–Кевелів.
Довжина струмка Кевелів, на честь якого названо село, приблизно 8 км. В селі є храм Св. Георгія. Знаходяться кілька сільських туристичних садиб, поруч знаходиться мінеральне джерело.

#### Глоди-Кипріна
Перша згадка у ХІХ столітті.

#### Припір-Березник
Перша згадка у ХІХ столітті.

## Населення
Згідно з переписом УРСР 1989 року чисельність наявного населення села становила 1781 особа, з яких 881 чоловік та 900 жінок.
За переписом населення України 2001 року в селі мешкало 1790 осіб. Населення в 2022 році було 1794 осіб.

### Мова
Розподіл населення за рідною мовою за даними перепису 2001 року:
| Мова       | Відсоток |
| ---------- | -------- |
| українська | 99,67 %  |
| російська  | 0,11 %   |
| молдовська | 0,06 %   |
| угорська   | 0,06 %   |

## Релігійні споруди

### Церква Різдва Пресвятої Богородиці, (1860, 1931).
За однією з легенд, село заснували опришки, а перша церковна споруда була сплетена з гілок, обліплених глиною.
У шематизмі за 1792 рік згадується парохія в Квасах і філія в селі Берлебаш. У 1801 році в селі була дерев'яна церква, забезпечена всім необхідним, про яку в шематизмі 1829 року сказано як про закладену у 1762 році. Наступна дерев'яна церква була збудована (за іншими даними, було перебудовано стару) у 1860 році за священика Людвіга Дудинського в середньогуцульському стилі і перебудована у 1907 році за священика Василя Котана Молодшого. У 1922 році В. Залозецький писав про чудові, різьблені в натуральну величину скульптури Розп'яття, Іоана та Богородиці, що були скидані на поді, а також про ікони XVIII століття зі старого іконостасу, що нищилися негодою в дзвіниці. У 1931 році церкву перебудували і значно збільшили. Лише головний фасад та шатрове завершення вежі нагадують про колишню споруду.
Заміна іконостаса відбулася, можливо, на зламі століть або на початку XX століття, оскільки збереглося кілька мальованих на блясі ікон, характерних для того періоду, і виявлено напис на іконі «Воскресіння Ісуса Христа»: «Сей образ купили Василь Андрух старший і Олена Молдавчук. 1911 року». Старий іконостас, на жаль, не зберігся, лише «царські врата», які, очевидно, є роботою XIX століття. Ікони теперішнього іконостаса, крім намісного ряду, перемалювали, можливо, у 1970-х роках, коли малювалися нові настінні розписи. У наві збереглися два бічні вівтарі з образами святого Миколи та Ісуса Христа. Незабаром буде встановлений новий іконостас. У вівтарній частині зберігся різьблений кивот з попереднього вівтаря.
Біля церкви стоїть каркасна одноярусна дерев'яна дзвіниця ХІХ століття, вкрита чотирисхилим шатровим дахом. Два дзвони відлив Ф. Еґрі у 1922 та 1924 роках, а ще два — фірма «Акорд» у 1931 р. На більшому дзвоні напис: «Хвалите Господа со небес. Пожертва братів Бухнерів».
Біля дзвіниці є кілька поховань, на одному з яких встановлено металеве розп'яття з написом: «Теофілу Глібовицькому, маляру і фотографу, 15.03.1846—19.08.1890». Ужгородський дослідник Л. Філій вважає, що покійний утік з Галичини від переслідувань і міг бути автором ікон у старій церкві. На старому цвинтарі та на цвинтарі біля церкви збереглося багато цікавих кам'яних та металевих надгробків.
Пам,ятники.
На полонині Шешул(1728 м) в 1931 році був встановлений пам,ятний знак на честь офіцера Чехословацької армії Циріла Грдлічки,який трагічно загинув під час сходження снігової лавини,військовослужбовцями 36-го піхотного полку.
В чеський період збудована Гірська хата(туристичний готель) на полонині Менчул,неподалік від державної станції з переробки молока,ресторан-готель "На пошті"(Вишукана чеська кухня,натуральні підкарпатські вина,холодне пиво,різноманітні консерви і сири).

### Каплиця святого Володимира
На центральній вулиці у 1992 році Василь Молдавчук за власні кошти поставив дерев'яну зрубну греко-католицьку каплицю святого Володимира на честь народження свого сина Володимира. Рахівський парох Василь Носа освятив каплицю 28 липня 1993 року і відслужив першу Божу службу.

## Інфраструктура
Село перетинає автошлях національного значення Н09 та залізнична лінія Львів — Рахів. На зупинному пункті Кваси зупиняються пасажирські поїзди: Київ — Рахів, Миколаїв — Рахів, Харків — Рахів, Одеса — Рахів.

### Санаторій «Гірська Тиса»

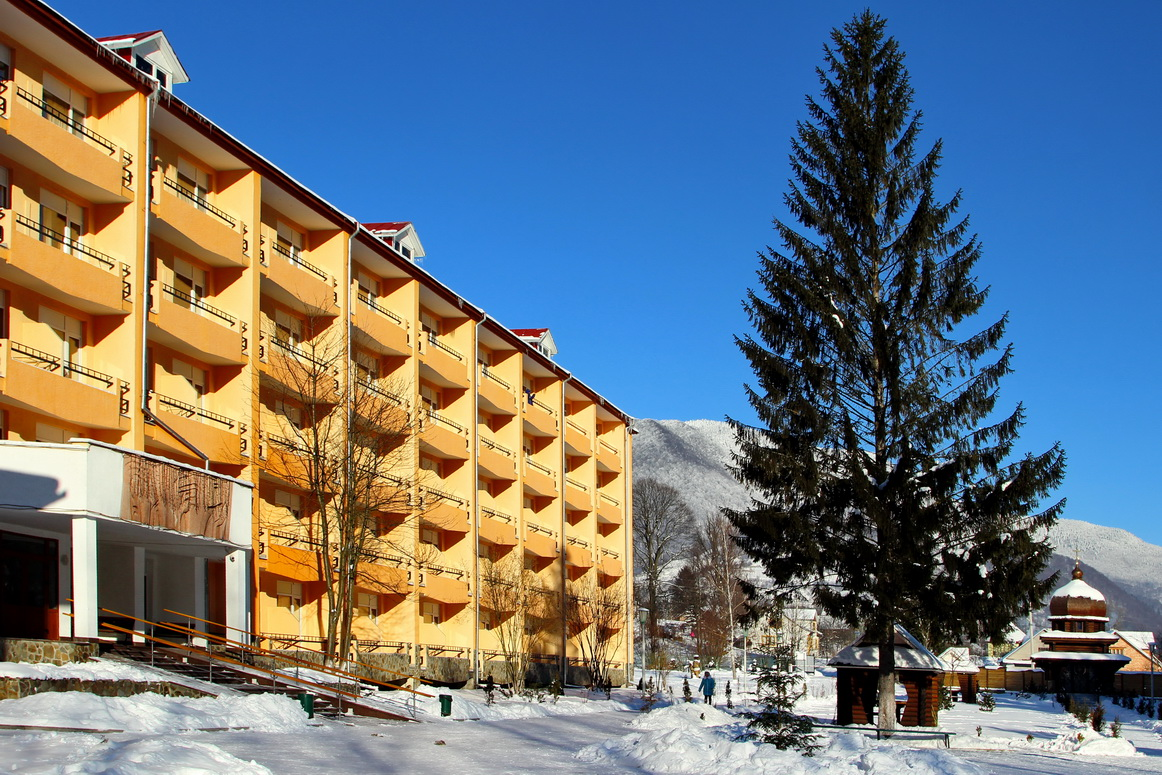
Санаторій «Гірська Тиса» (2015 рік)

В 1958 році в  Квасах відкрився пансіонат «Гірська Тиса». Спочатку він планувався як спеціалізована установа, в якому на основі лікування унікальною мінеральною водою мала проходити відновлювальна програма для льотчиків-космонавтів СРСР та персоналу атомних електростанцій.

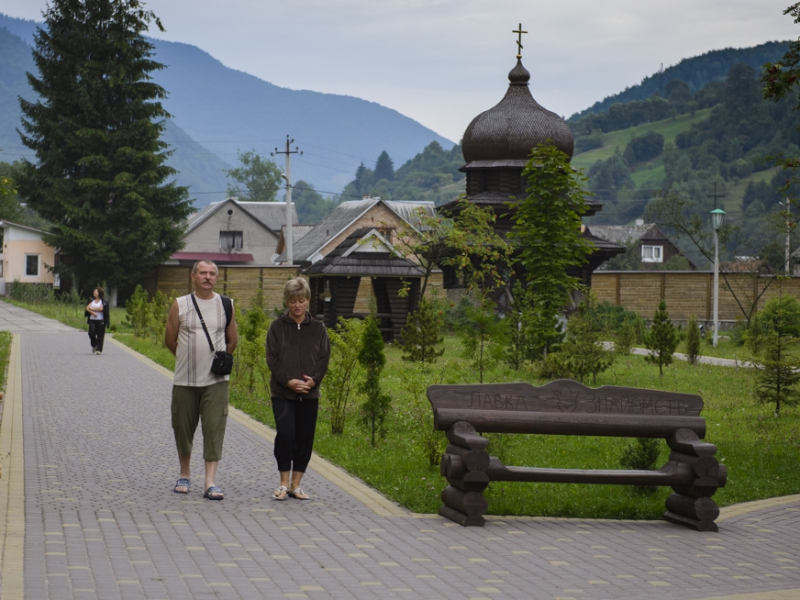
Прогулянкова територія — санаторій «Гірська Тиса»

Пізніше цей санаторно-курортний заклад було передано Закарпатській раді курортів і перетворено на пансіонат з лікуванням «Гірська Тиса». Після реконструкції в липні 1975 року «Гірська Тиса» почала працювати цілий рік. З січня 1977 пансіонат постановою Центральної ради з управління курортами профспілок був перейменований на санаторій «Гірська Тиса».
У липні 2008 року було зроблено капітальний ремонт та створені чудові умови для комфортного відпочинку та ефективного оздоровлення хворих із патологіями опорно-рухового апарату й периферійної нервової системи.
До комплексу санаторію входять адміністративна будівля та їдальня, спальний і лікувальний корпуси. Із спального корпусу в їдальню можна перейти теплим критим переходом. Сама будівля розміщена в центрі села. Поруч знаходиться ресторан та броварня. Неподалік автобусна зупинка та залізничний вокзал.
Санаторій використовує багатовіковий досвід лікування цілющими мінеральними водами Квасів і являє собою затишне місце, де можна відпочити та істотно покращити своє здоров'я.

## Природоохоронні території
- Менчул Квасівський (ботанічна пам'ятка природи).
- Між селом і верхів'ями річки Чорна Тиса (на захід від села Чорна Тиса) розташований іхтіологічний заказник місцевого значення Біла та Чорна Тиса.[9]

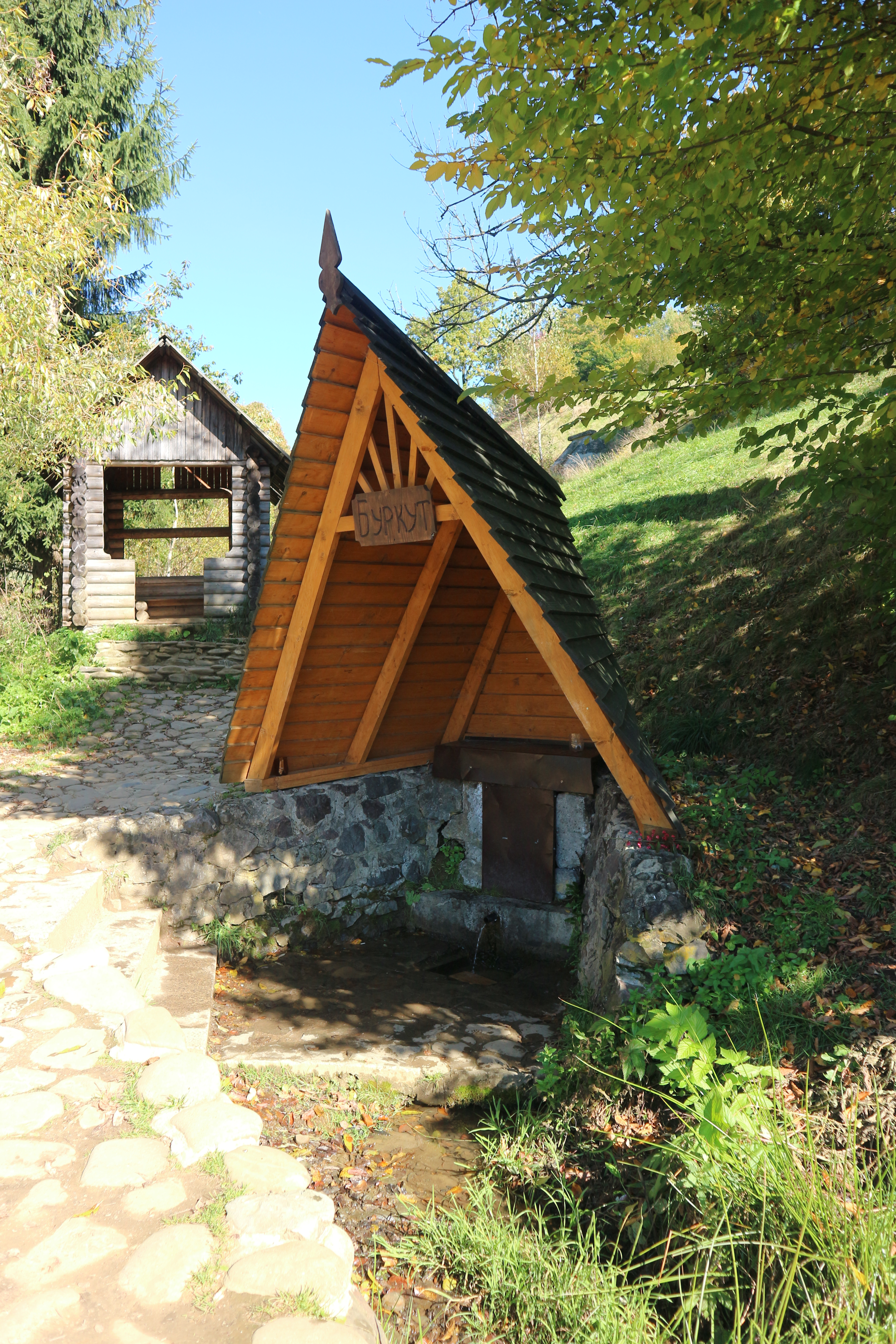
Джерело № 3 («Буркут»)

#### Мінеральні джерела
- Джерело № 1 (Кваси)
- Джерело № 2 (Кваси)
- Джерело № 3 (Кваси) («Буркут»)
- Джерело № 4 (Кваси)
- Джерело № 5 (Кваси)
- Джерело № 6 (Кваси)
- Джерело № 7 (Кваси)
- Джерело № 8 (Кваси)
- Джерело № 9 (Кваси)
- Джерело № 10 (Кваси)
- Джерело № 11 (Кваси)
- Джерело № 12 (Кваси)
- Джерело № 13 (Кваси)
- Джерело № 14 (Кваси)
- Джерело № 15 (Кваси)
- Джерело № 16 (Кваси) [9]

## Туристичні місця
Кваси — справжня знахідка для тих хто любить гори, адже тут можна пройтись Свидовецьким хребтом, вибратись на Петрос, Близниці, Драгобрат, Менчул і це ще не весь перелік туристичних місць цієї місцевості.

### Гуцульська крафтова броварня «ЦИПА»
Саме тут, поблизу санаторію, зародилася історія вже відомої крафтової броварні — «Ципа», що варить пиво за унікальними рецептами на воді з високогірного джерела. Якість звареного пива гарантує угорське устаткування ZIP Technologies, а також використання виключно натуральної сировини: відбірний солод, хміль і дріжджі з країн Европи та Сполучених Штатів Америки.

### Ресторан «Бокораш»
В сімейній ресторації «Бокораш» спробуйте гуцульську кухню і продегустуйте закарпатські вина. Дегустація вин проходить кожної п'ятниці о 16:00. Приємна атмосфера закладу і жива музика стануть чудовим завершенням вечора. Також  ви можете обміняти харчування в їдальні санаторію на ваучер ресторану.

### Еко-ферма та сироварня «Розенталь»
Еко-ферма розпочала свою роботу 27 квітня 2019 року. Виготовляє тверді, напівм'які, йогуртові сири з молока голштинських та карпатських корів, а також кіз зааненської породи. Гоц, Кєвеле, Васкул, камамбер і витриманий квасівський сир — всі ці сорти виготовлені з натуральних компонентів та за традиційною технологією.
Відвідайте сироварню «Розенталь» і спробуйте еко-продукти і крафтові сири. Тут ви можете погодувати кіз, зробити спільне селфі й навіть посидіти поруч з ними на м'якеньких кріслах.

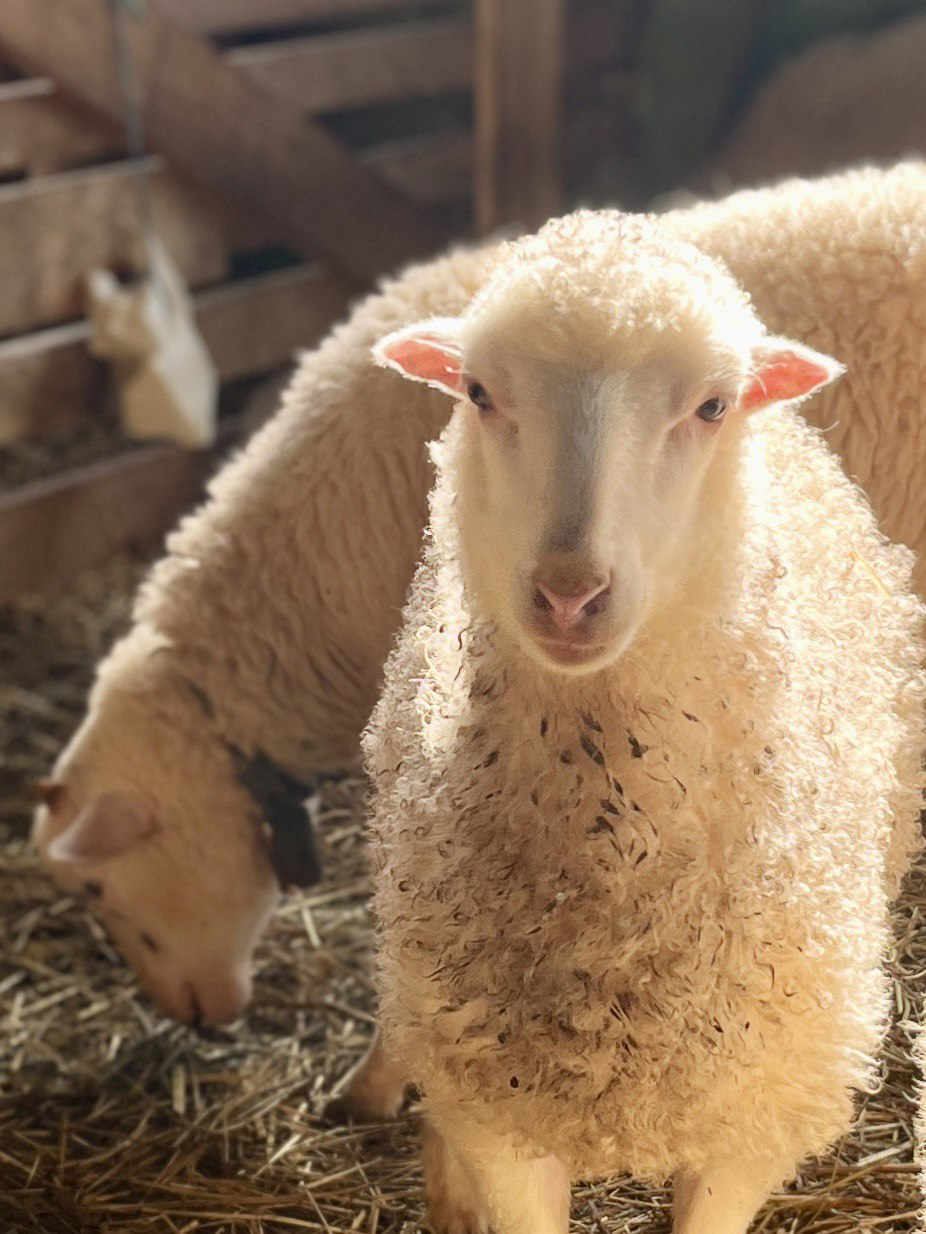
Карпатські овечки
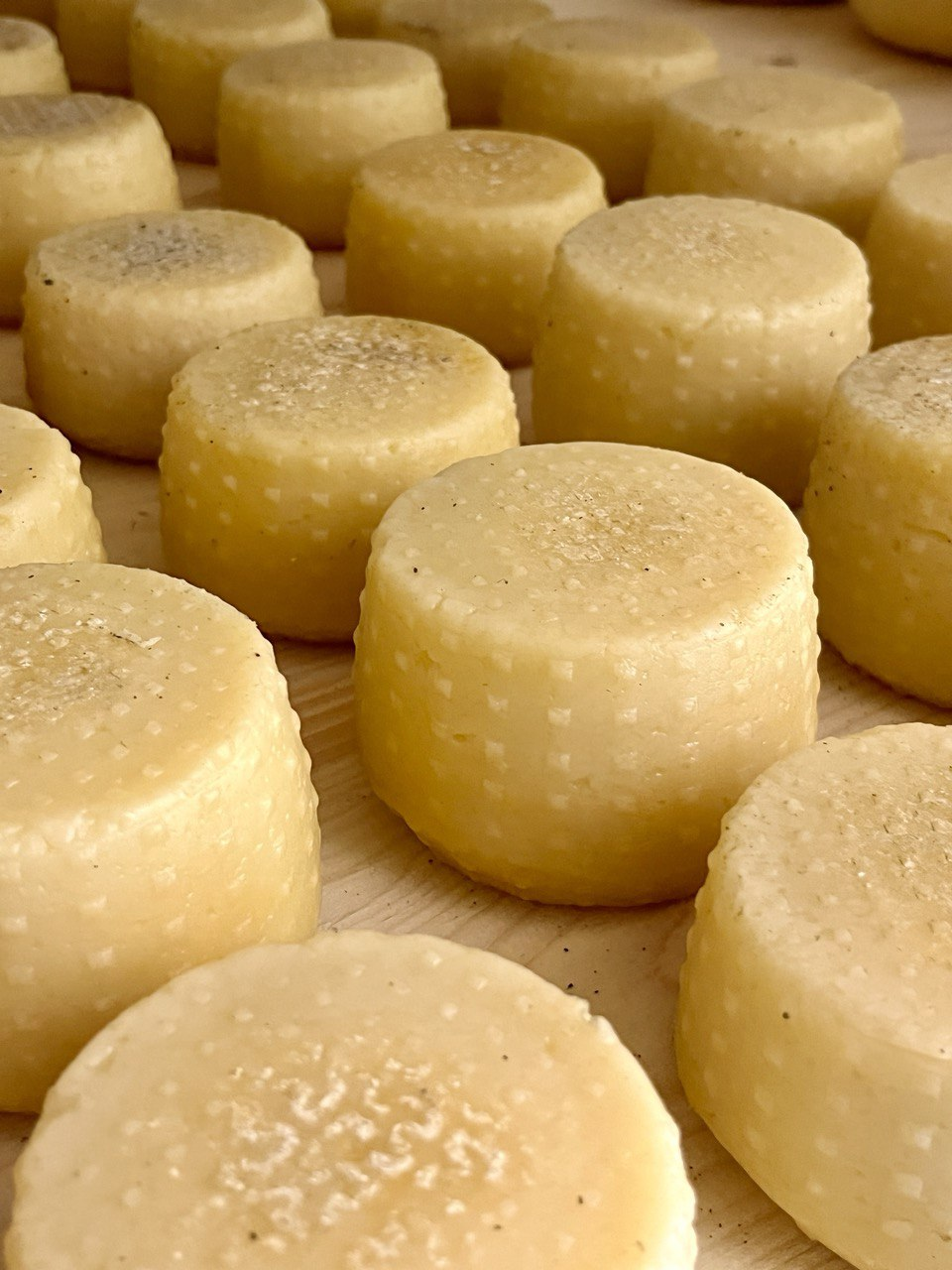
Сир "Пекоріно"
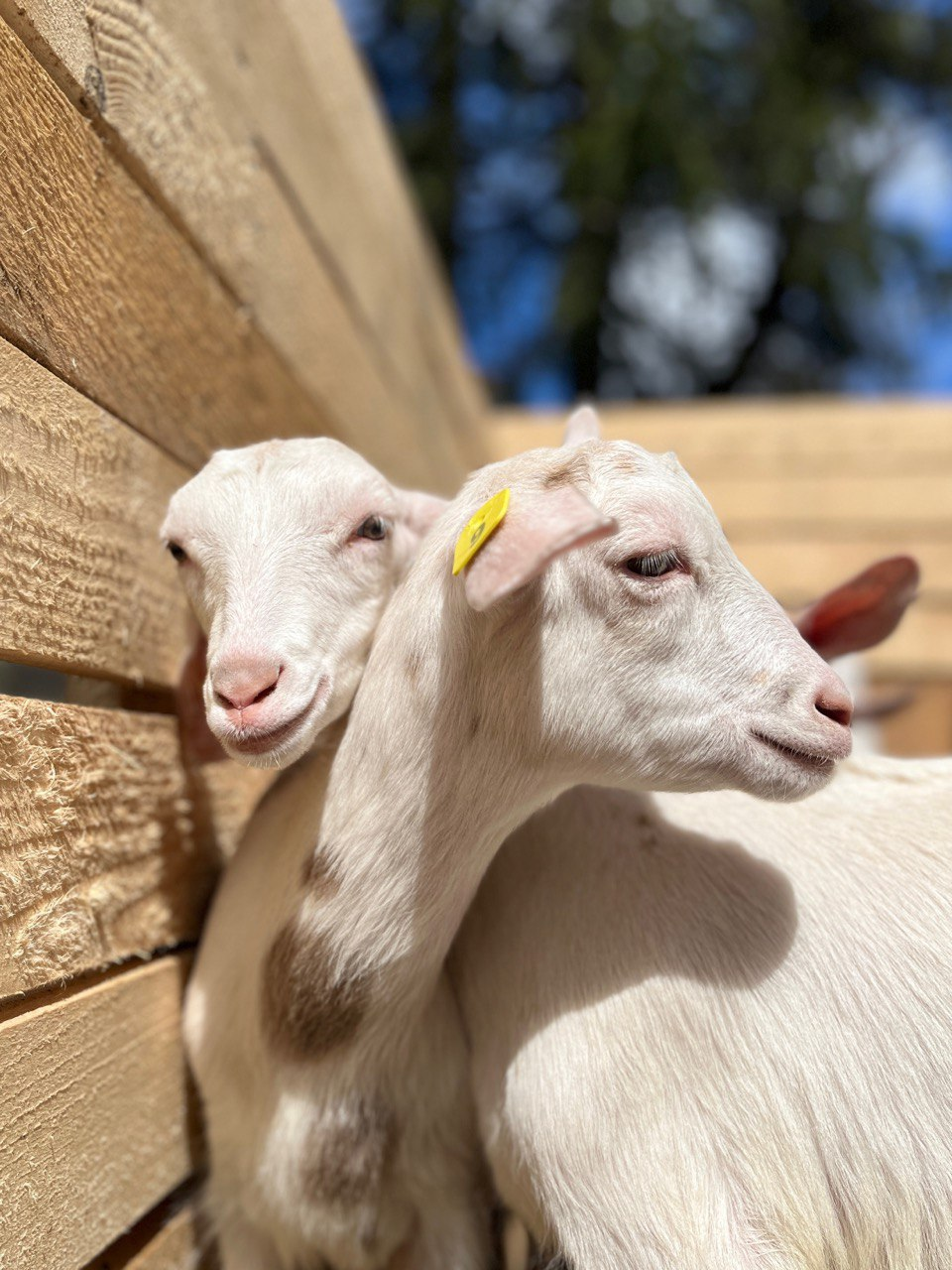
Зааненські козенята
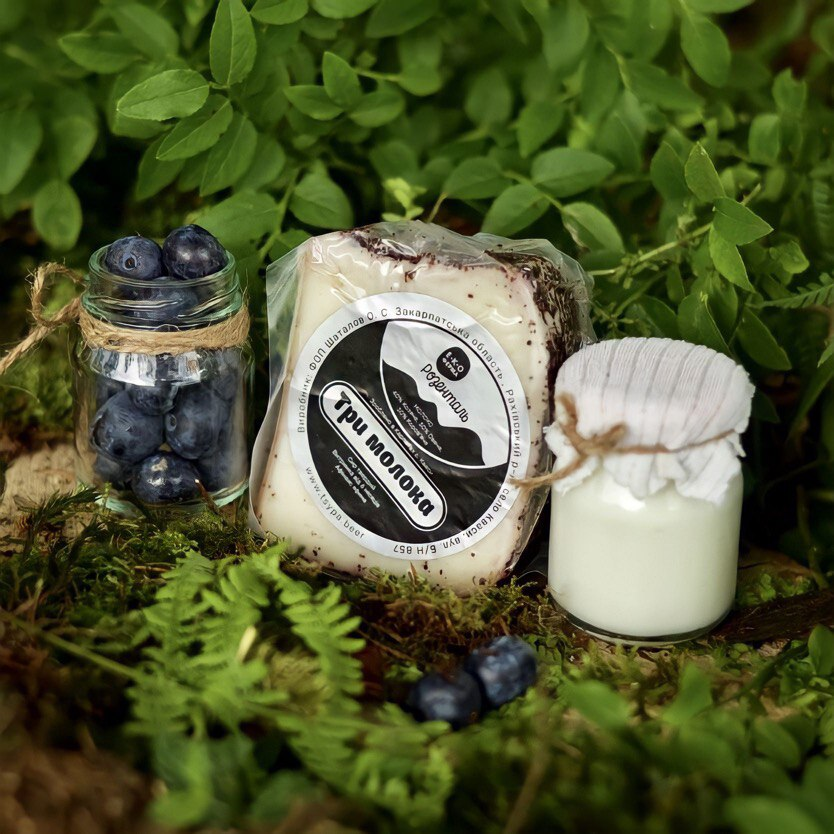
Унікальний авторський сир Карпат "Три молока"
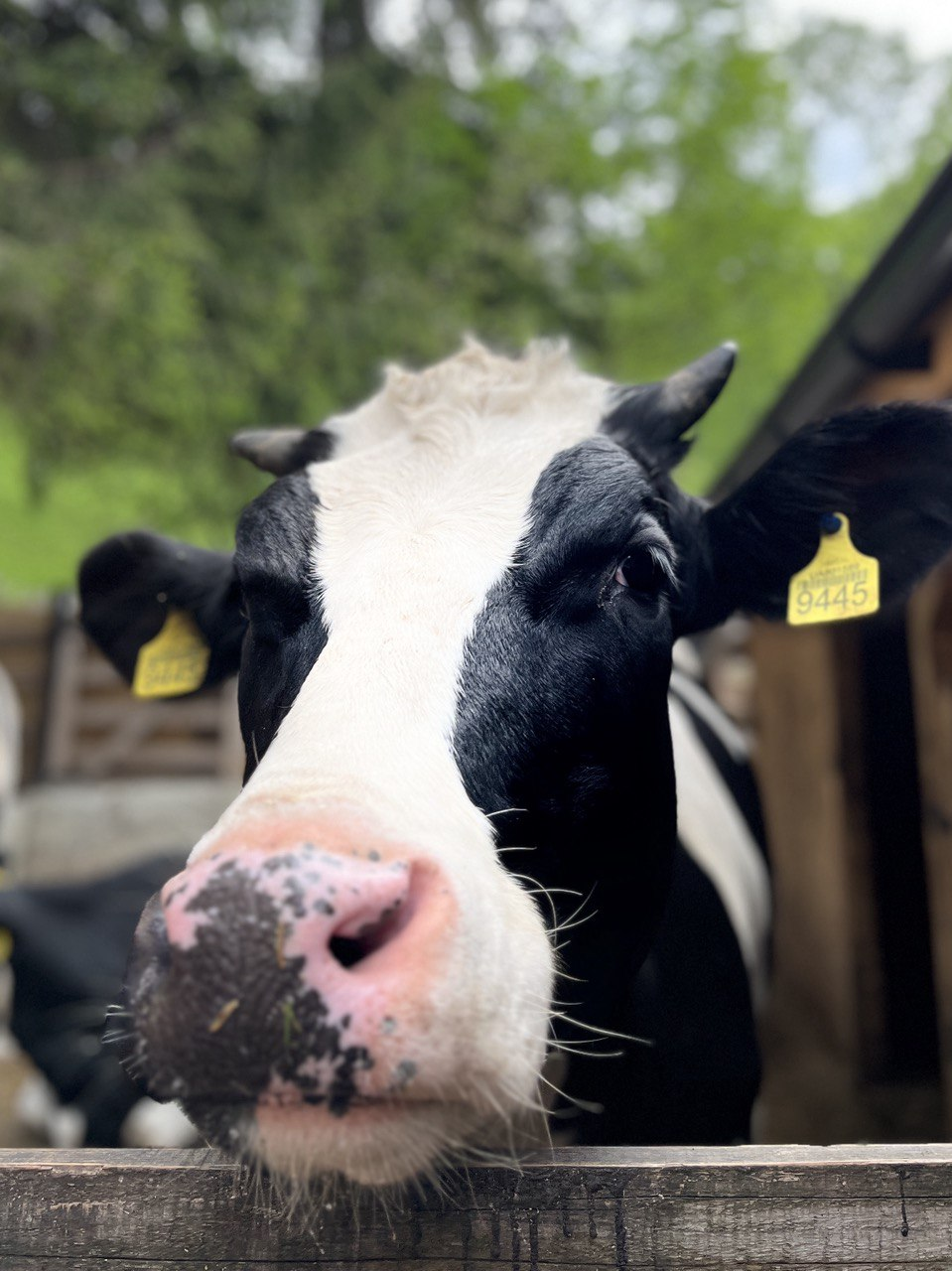
Голштинська корівка
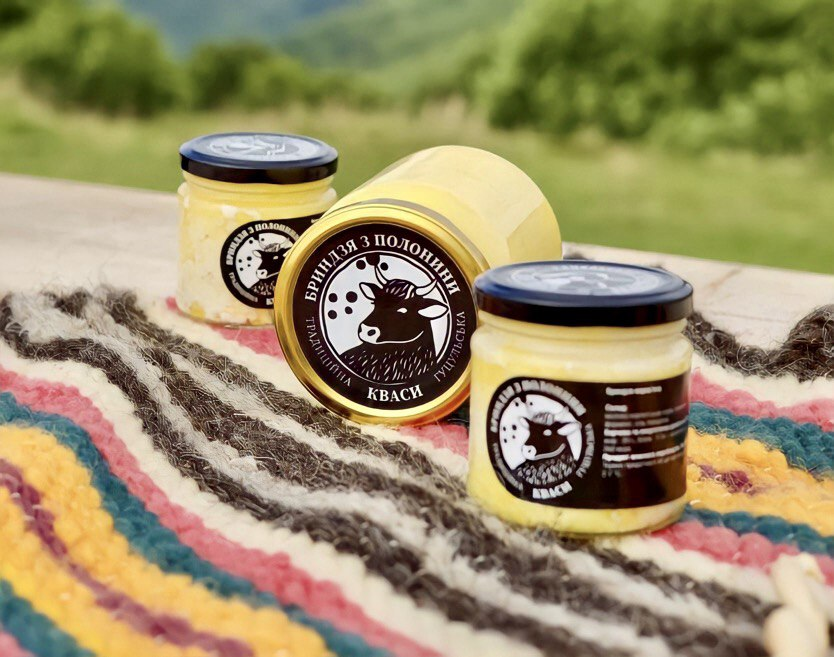
Бриндзя коров'яча "Літня"
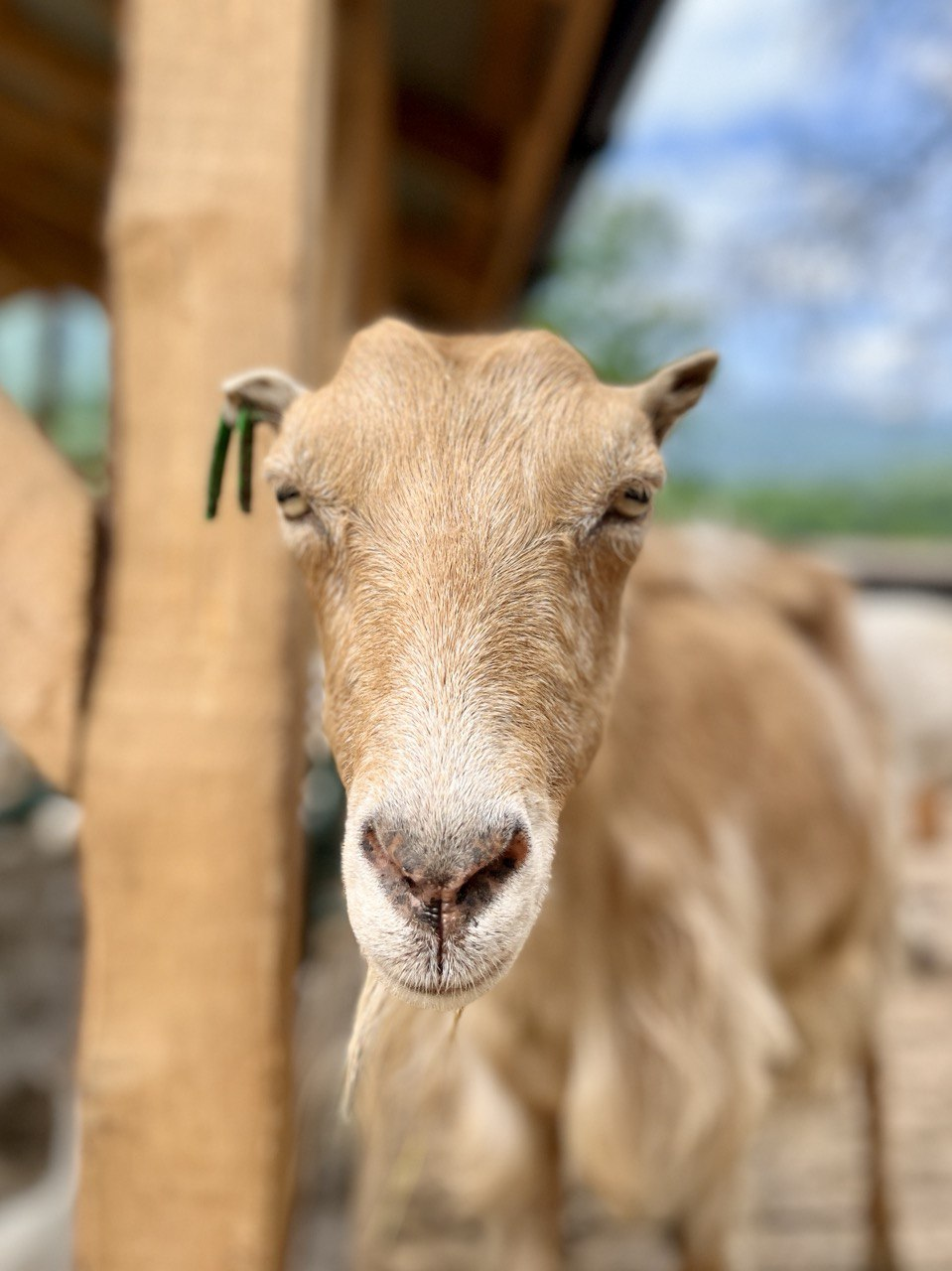
Ламанча
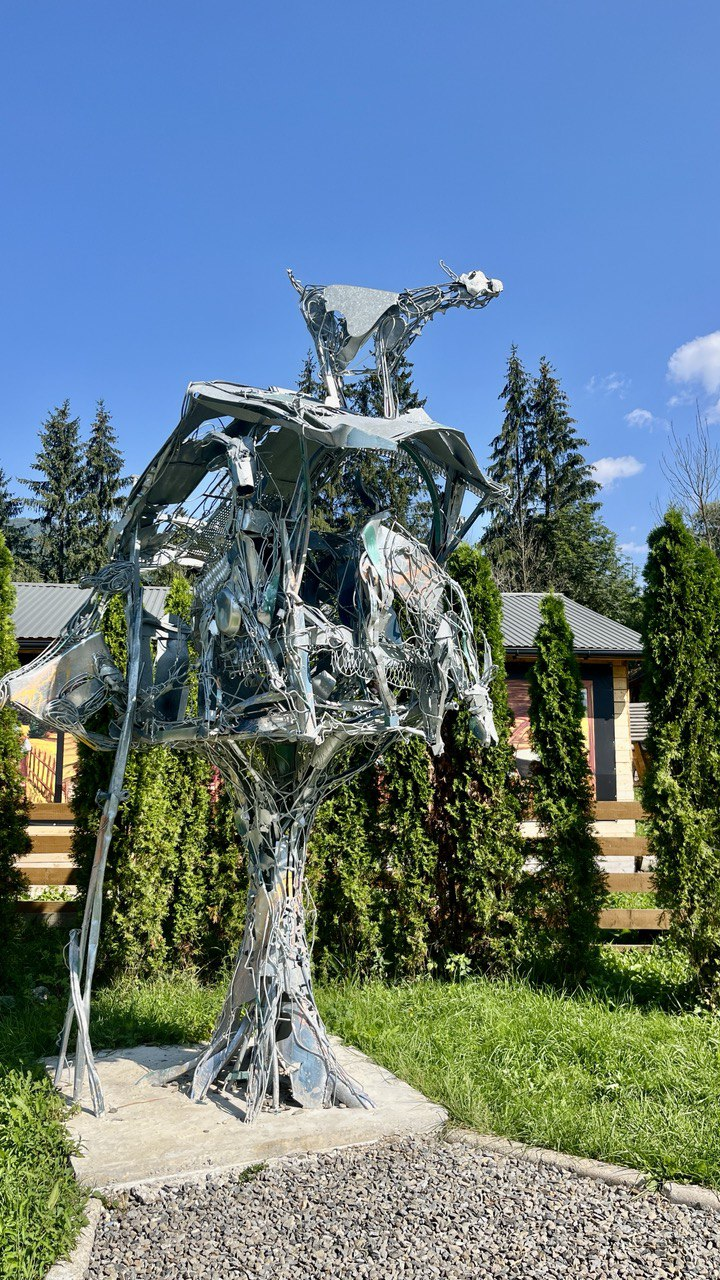
Арт-об'єкт
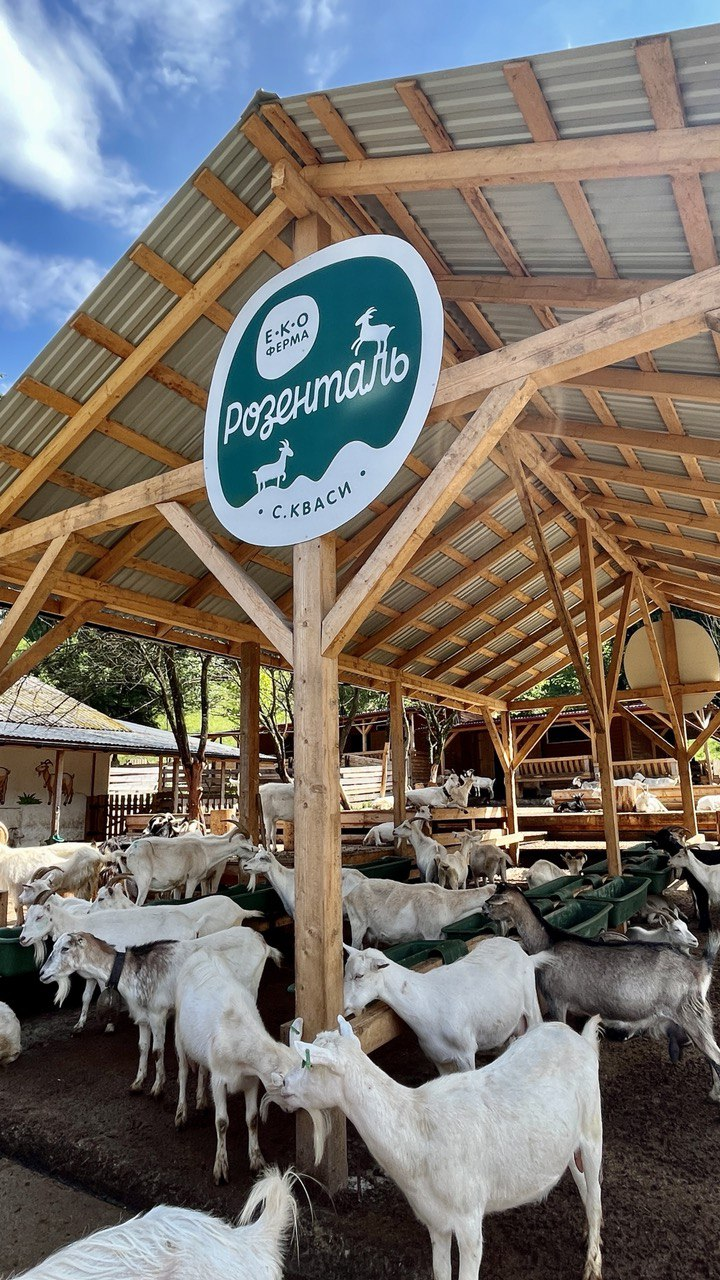
Еко-ферма "Розенталь"
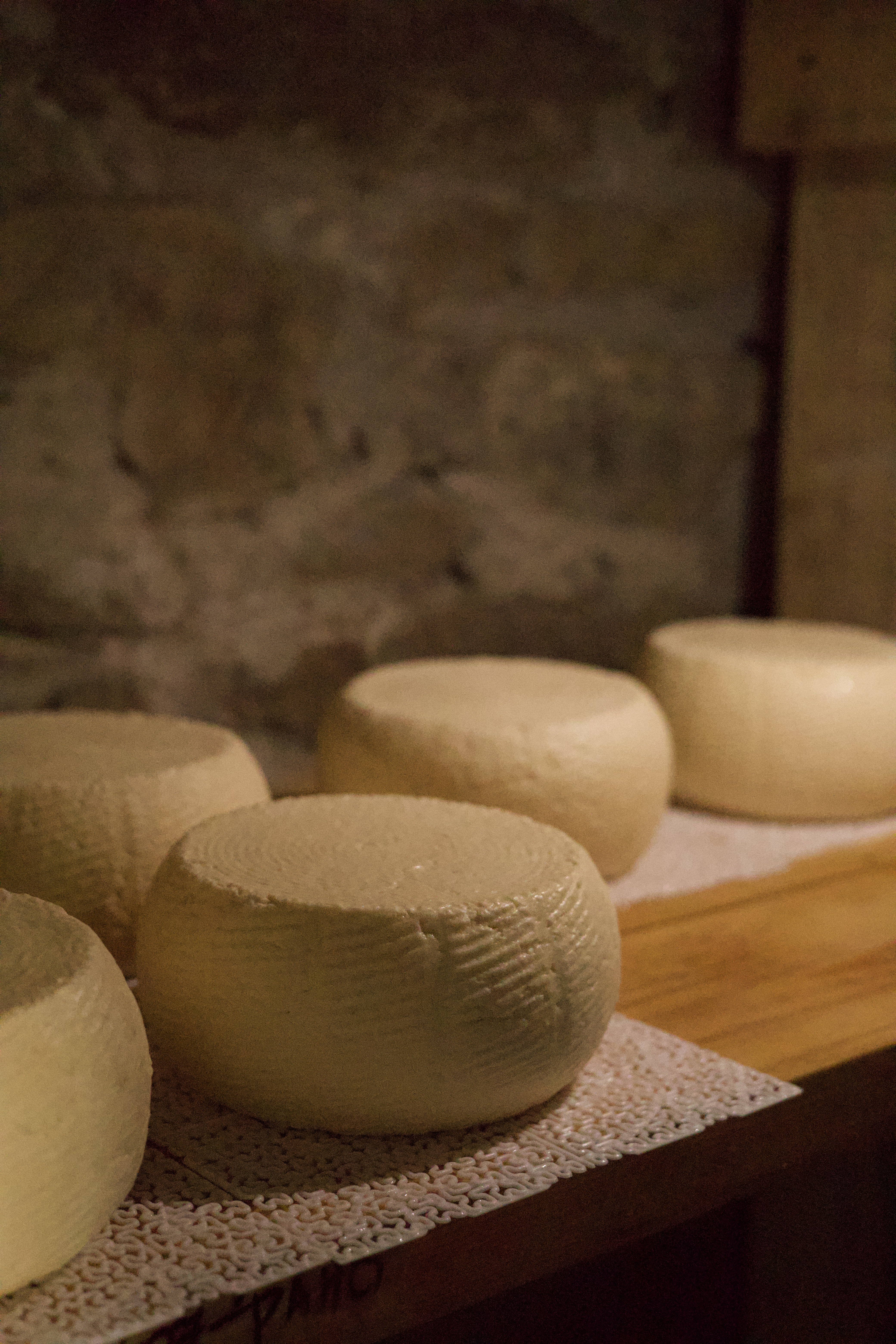
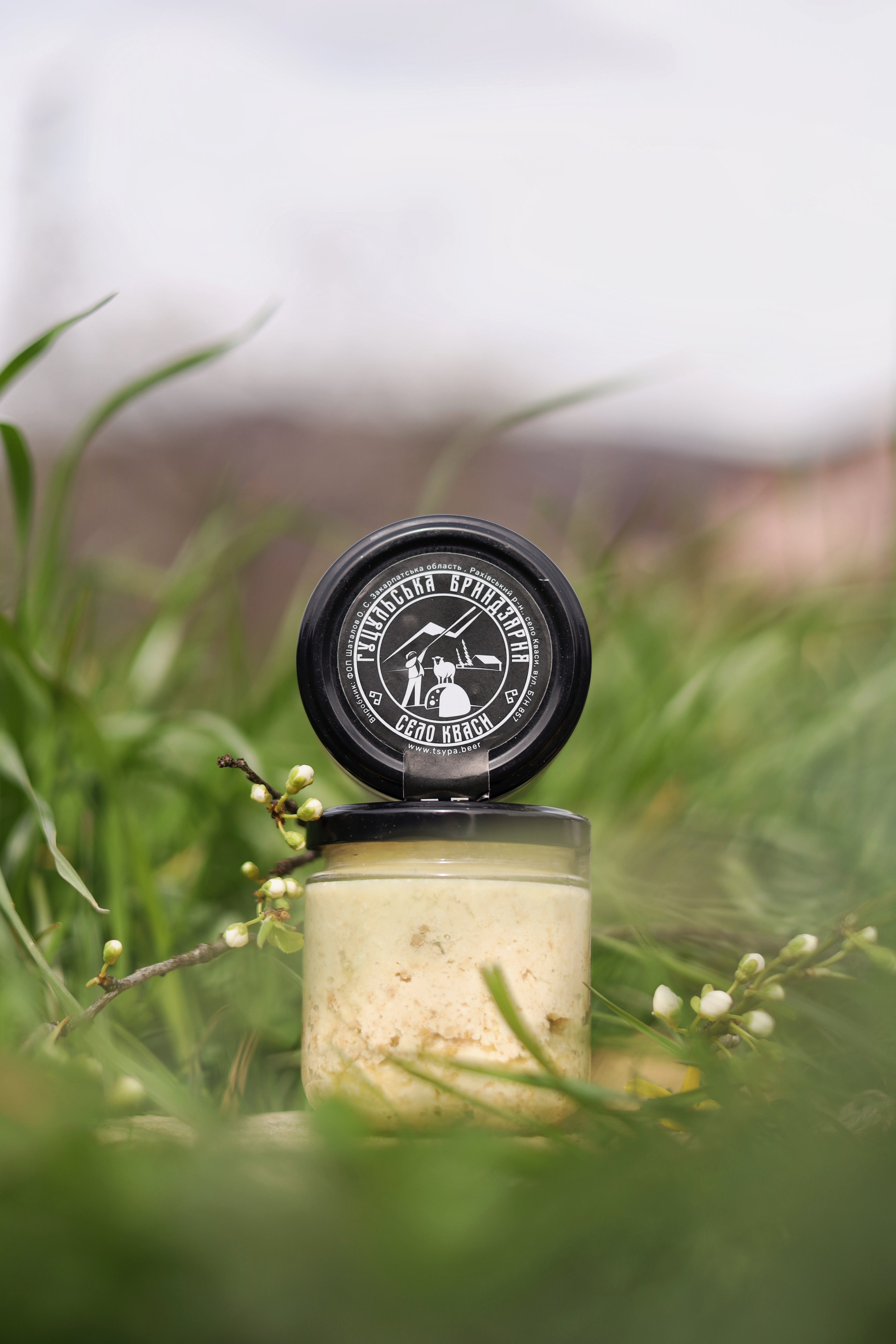

### Лекварня «Джелато Гуцулато»
В лекварні «Джеллато Гуцулато» насолодіться неймовірно смачним морозивом і карамельками .

### Піцерія «Гуцульська піца під Ґаздівське пиво»
Якщо ж Ви полюбляєте піцу тоді обов'язково скуштуйте її в піцерії «Гуцульська піца під ґаздівське пиво» .

### Кафе-пекарні «Гуцульська Перепічка»
Випити смачної кави з свіжою випічкою пропонуємо в кафе-пекарні «Гуцульська Перепічка».

### Місце падіння метеориту
Пройдіться стежкою до місця падіння відомого на весь світ метеориту «Буркут». Зарядіться енергією і силою цього місця набравши води з джерела неподалік.

### Мінеральні джерела села
Напитись з кожного мінерального джерела води, а їх у Квасах є аж 16. Вода джерел належить до типу «Арзні» і «Єсентуки».

### Гуцульський чан і  баня на дровах
При завершені дня можна поніжитись гуцульському в чані та бані на дровах.

### Високогірна сироварня на горі Менчул
Ще з XIX століття в селі діяли мінеральні купальні та гірська сироварня на полонині Менчул, що виготовляла сир «Ементаль», який експортувався по всій Європі. З 2023 року, за підтримки місцевої еко-ферми «Розенталь», сироварню на Менчулі почали відбудовувати та купляти молоко від людей чиї корови випасаються на полонині. Далі з молока варять сир Ементаль за стародавньою рецептурою.

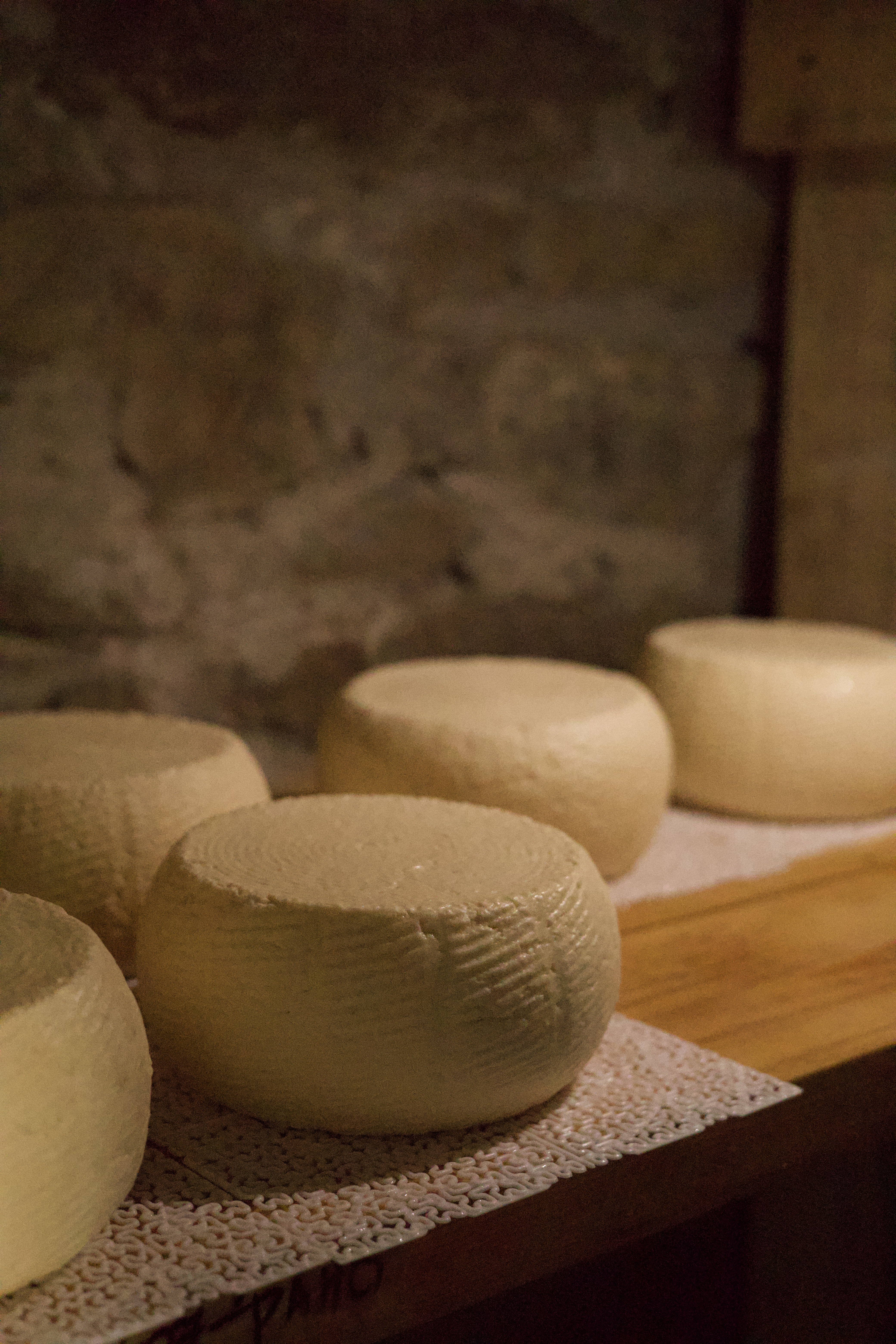
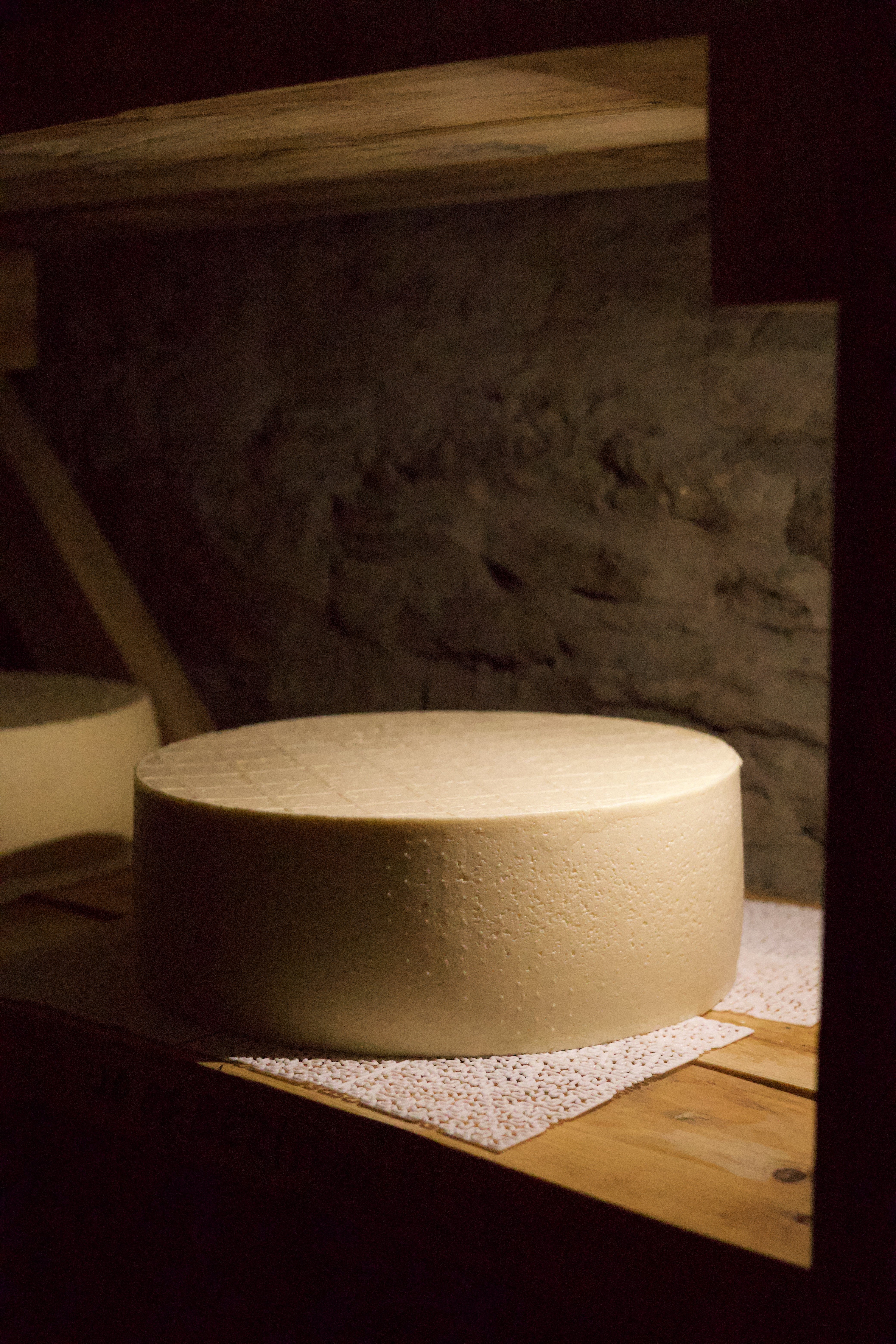
Сир з молока корів трав'яного випасу, який витримується на висоті 1200 метрів над рівним моря
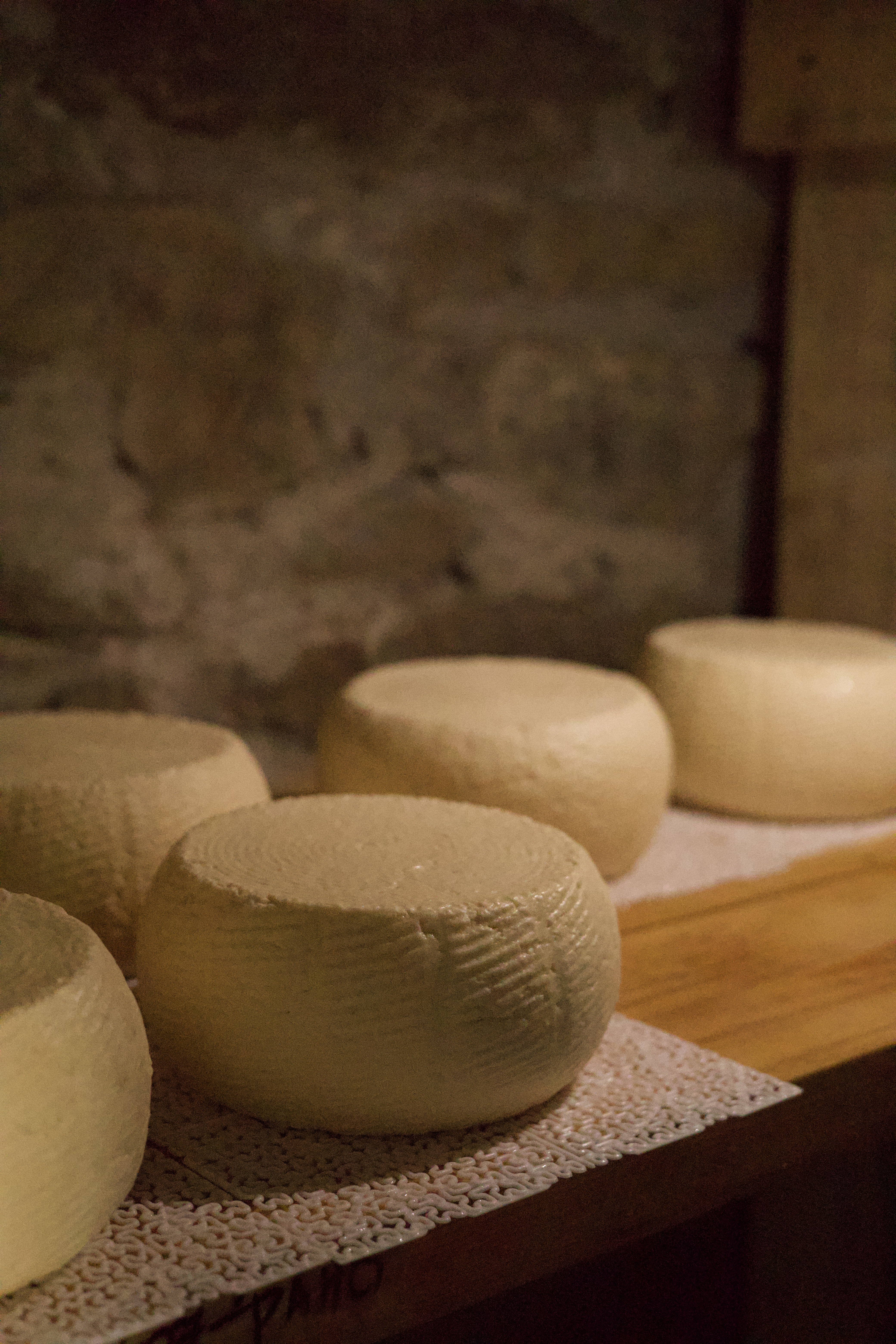

## Активізм

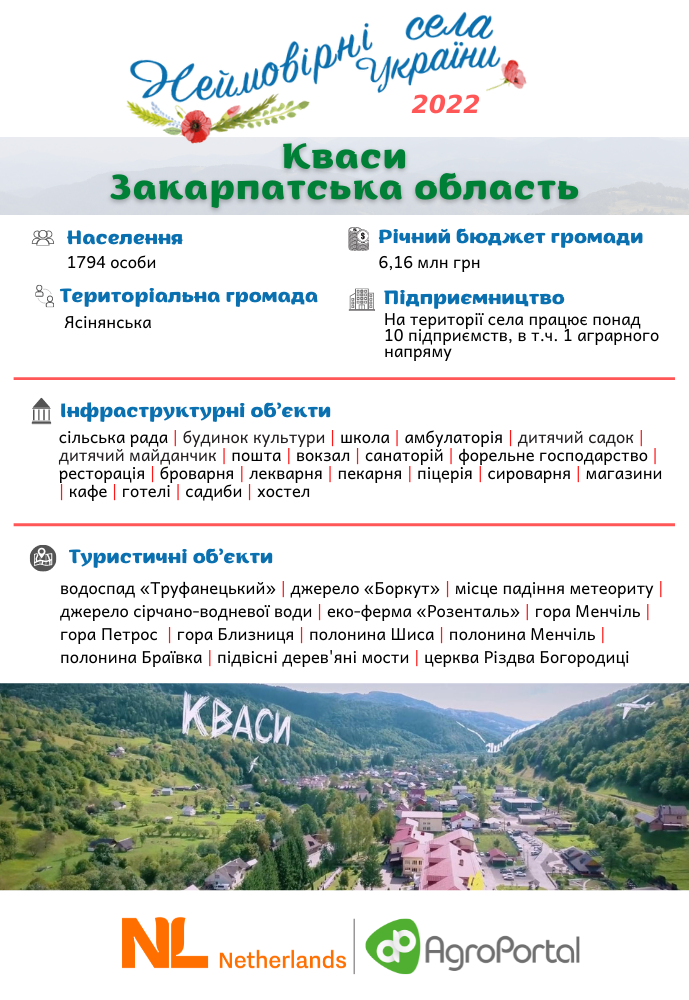
Неймовірні села України — 2022 — село Кваси

Село посіло друге місце у Всеукраїнському конкурсі «Неймовірні села України 2022», організатором якого є онлайн-видання AgroPortal.ua, та отримало 50 тис. грн від Посольства Королівства Нідерландів в Україні на співфінансування проєкту зі створення мобільного пункту прийому та охолодження молока на базі еко-ферми «Розенталь».
Об'єднавшись, місцеві активісти створили ГО «Кваси Наповнюйся» і вже організували творчі студії для дітей (художнє мистецтво, гончарство, ліжникарство, ткацтво, дизайн), курси англійської мови, проєкт із відродження племінного господарства бурої карпатської породи великої рогатої худоби тощо.

## Відомі особи
- Маруся Тисянська (1911 — 2000) — поетеса, педагог[18].

## Галерея

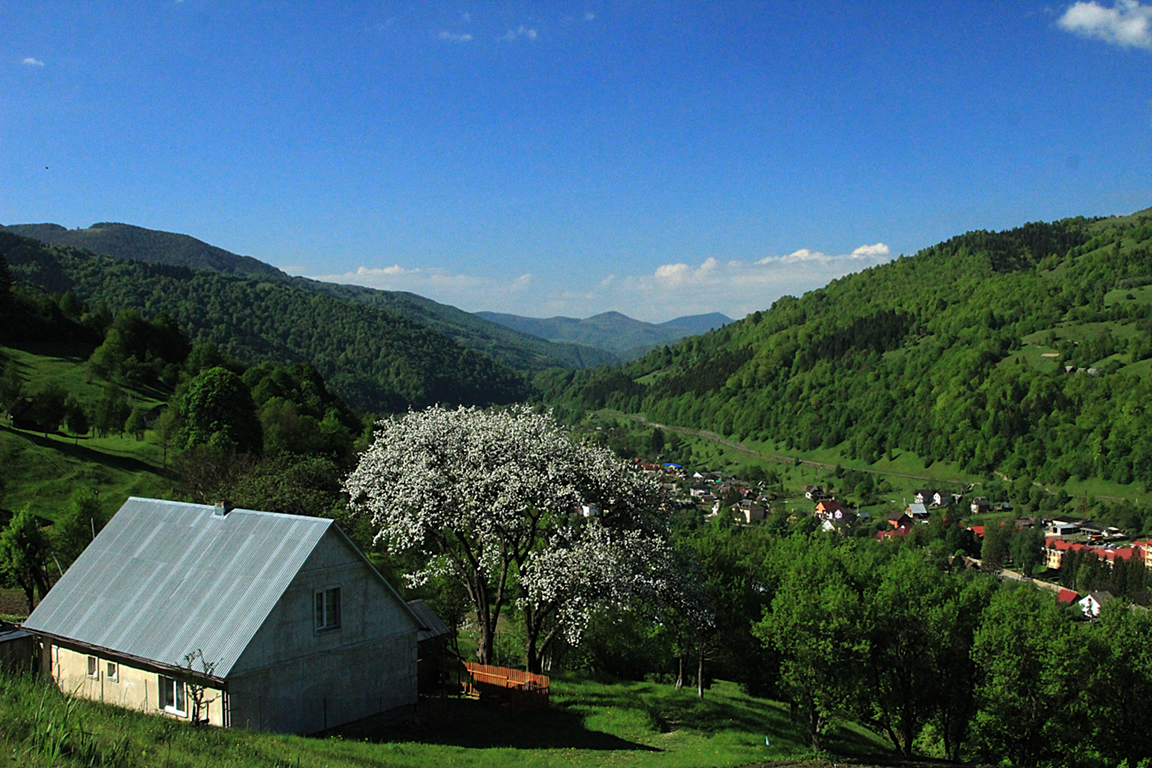
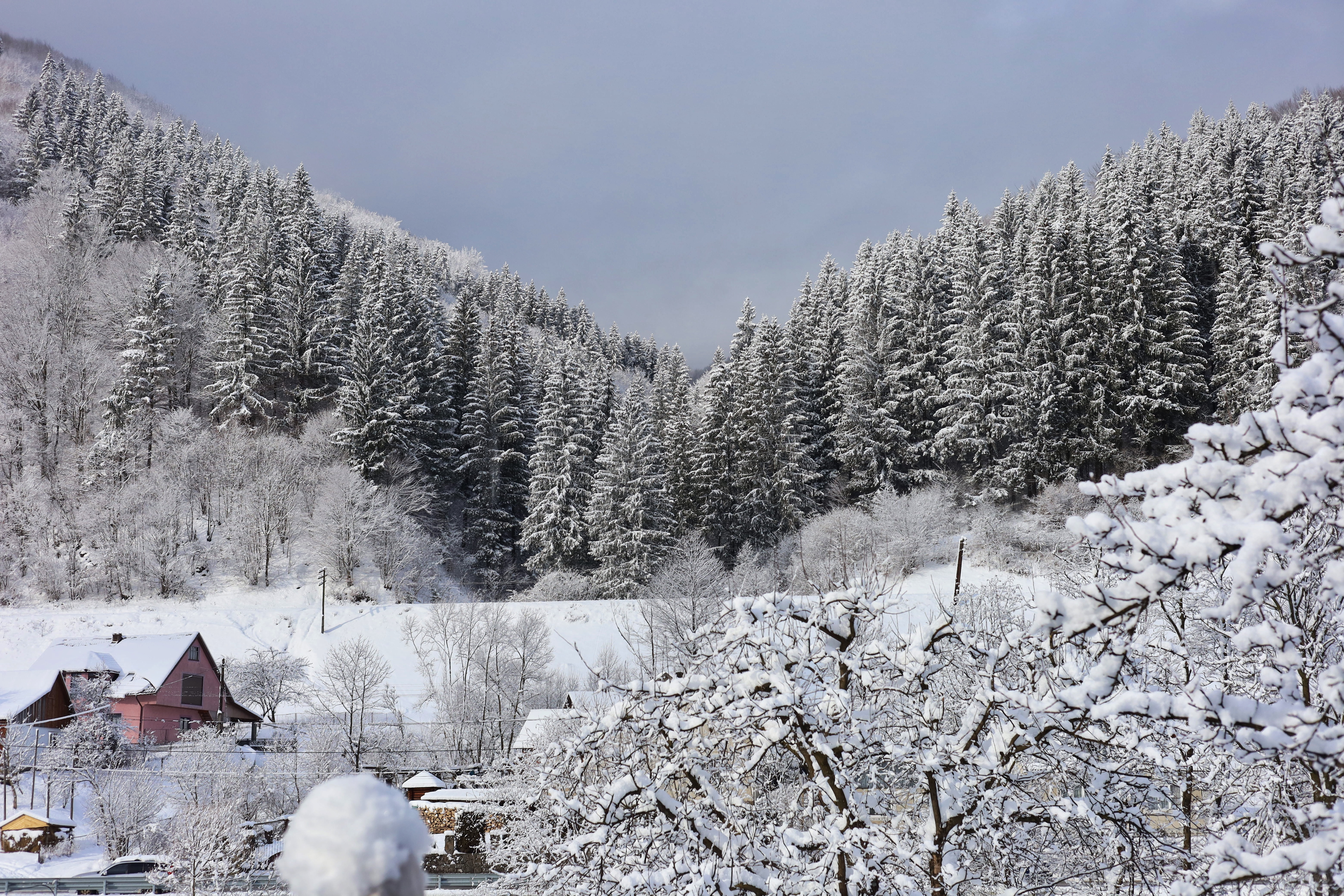
Казкова зима в селі Кваси
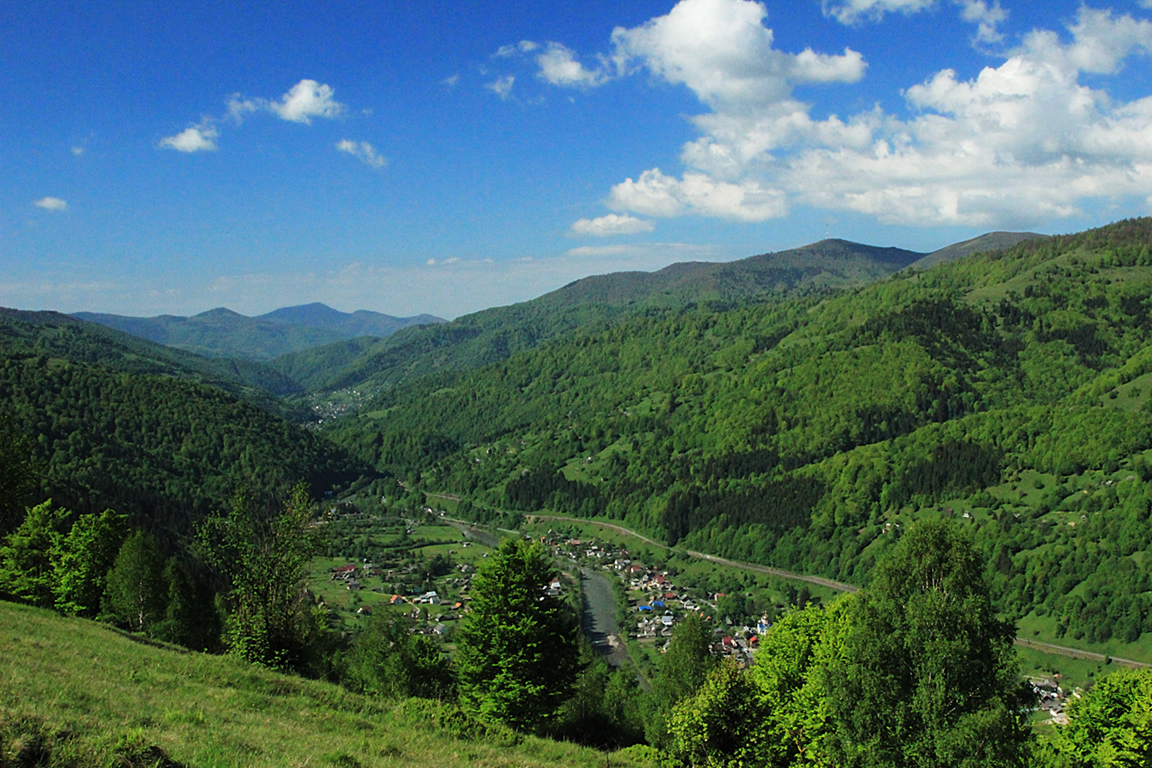
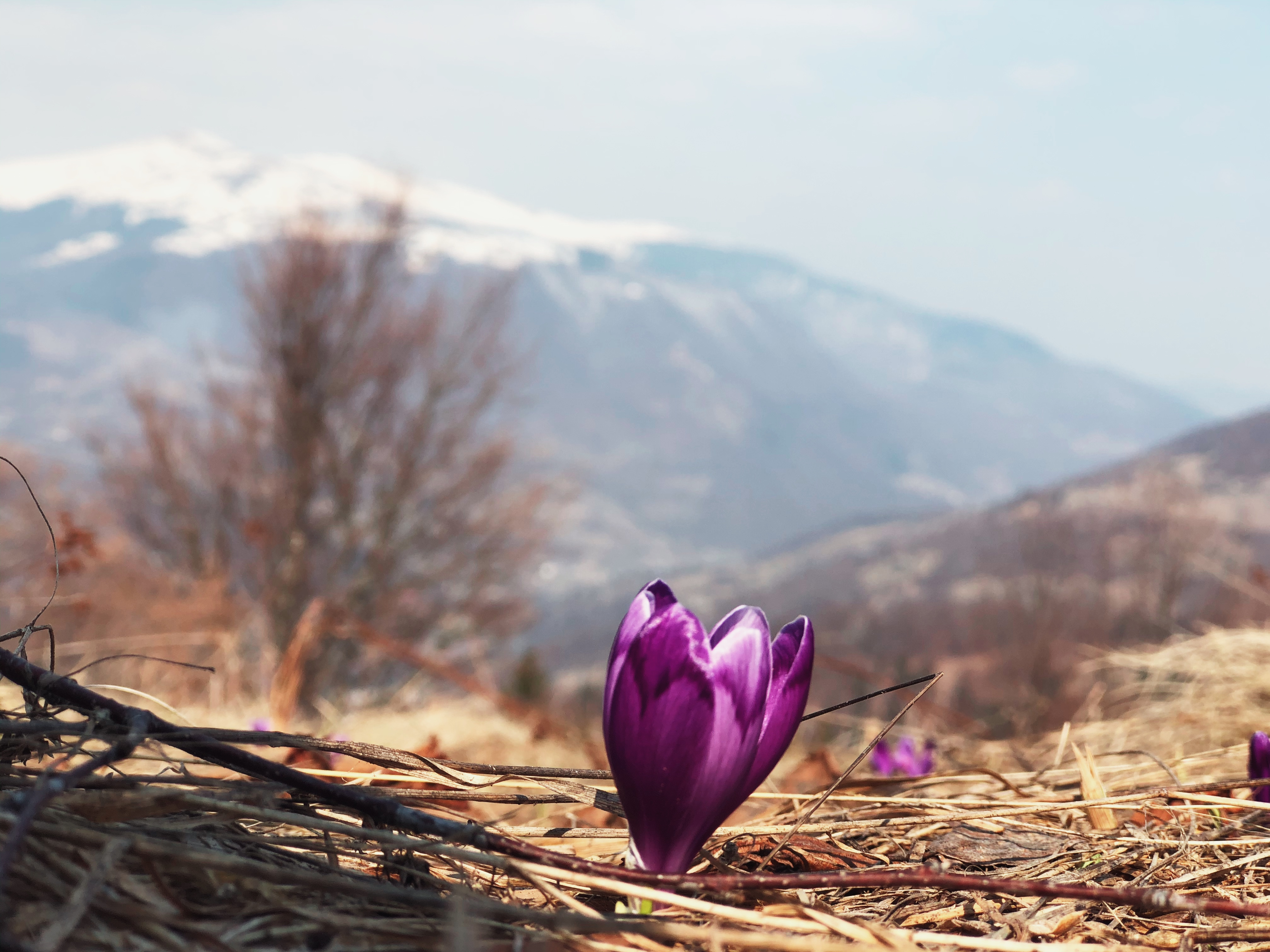
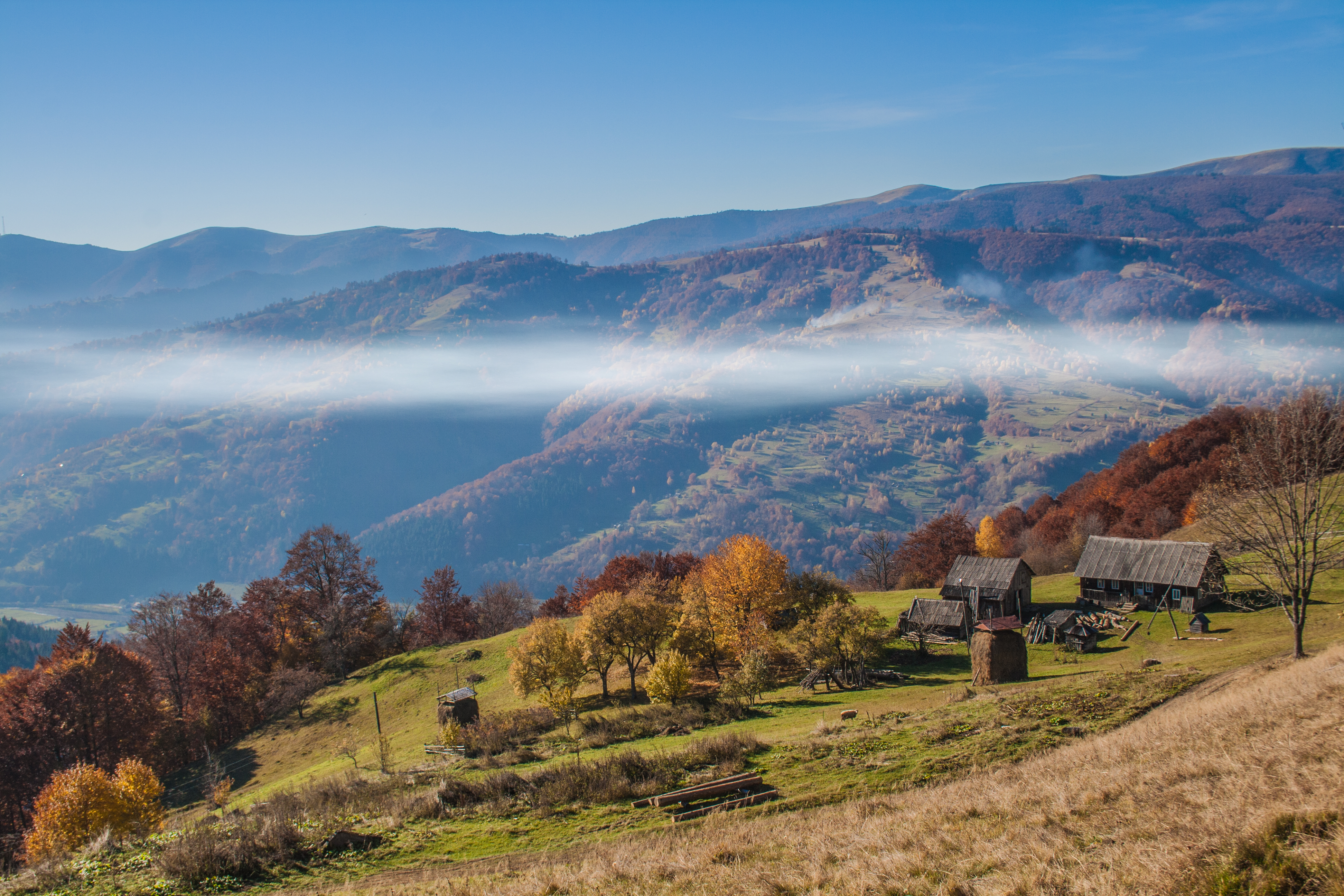
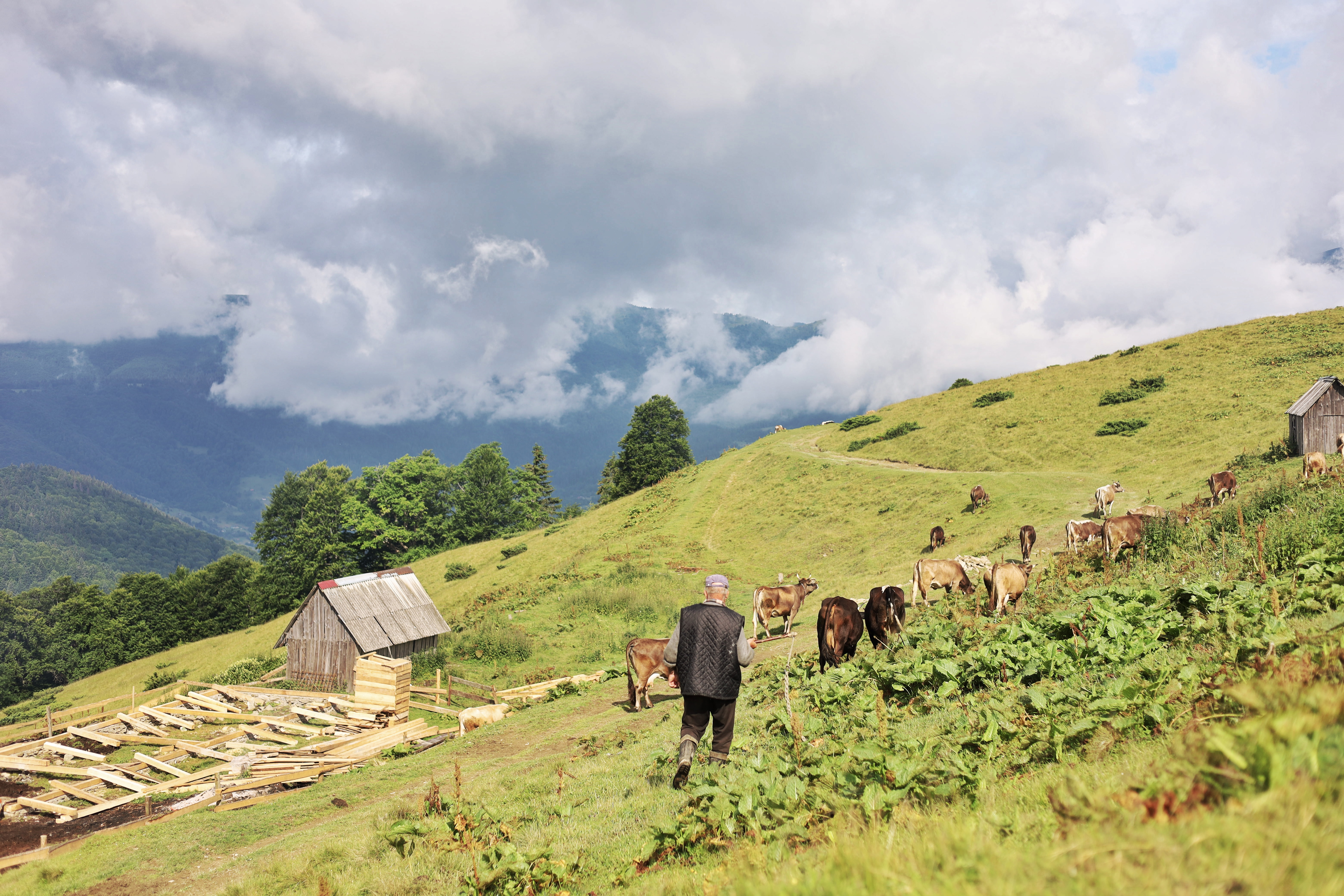
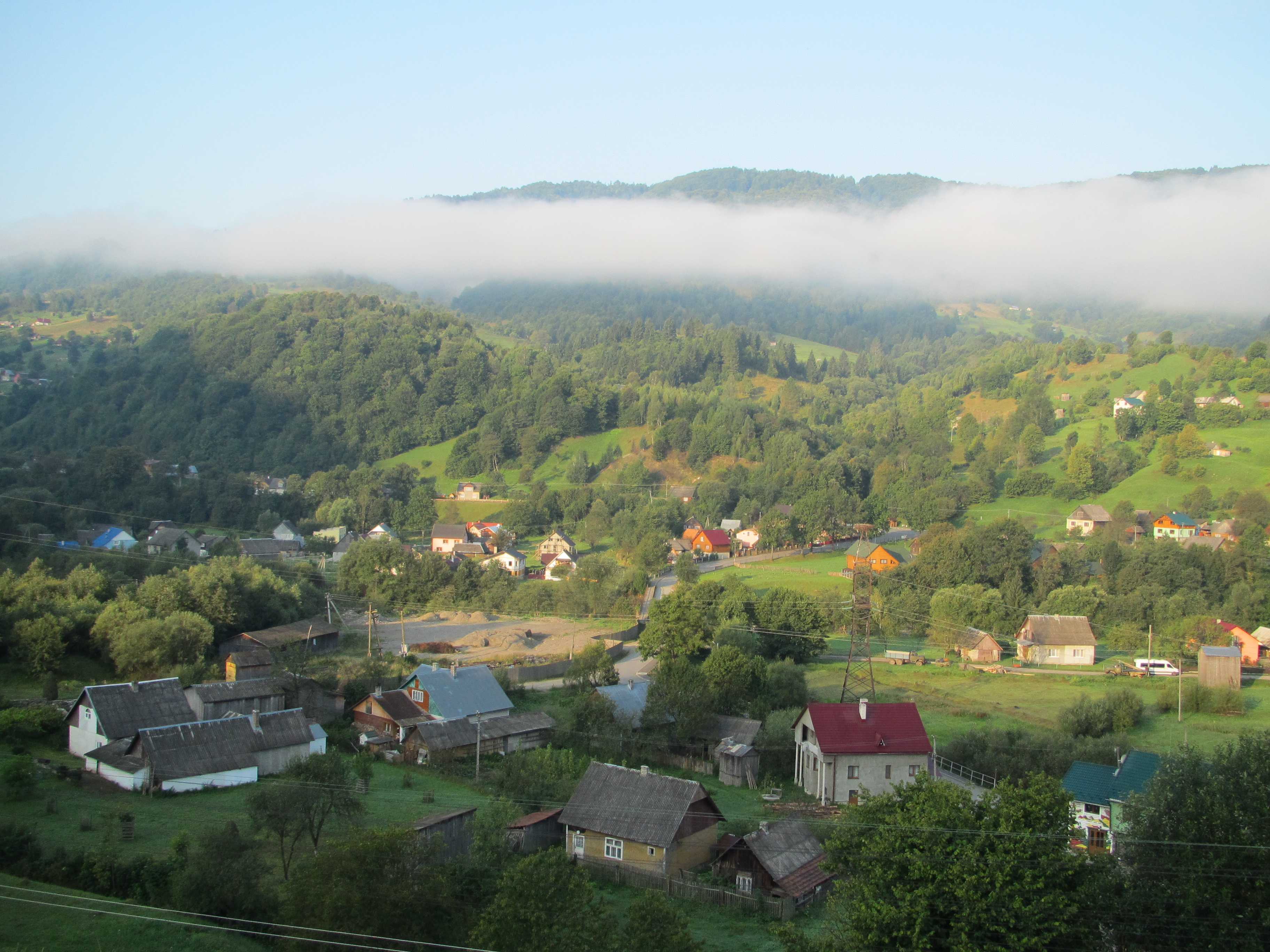
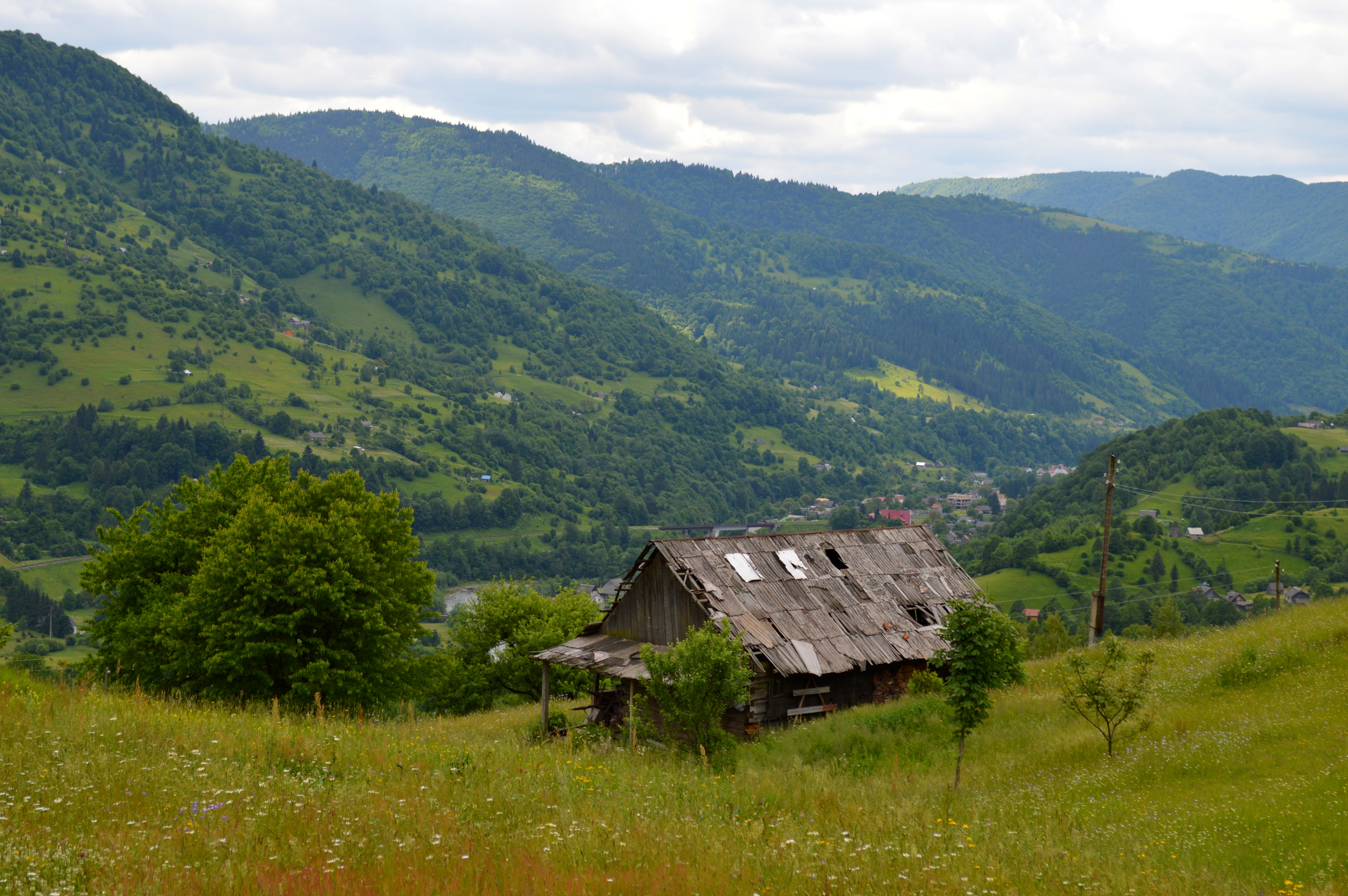
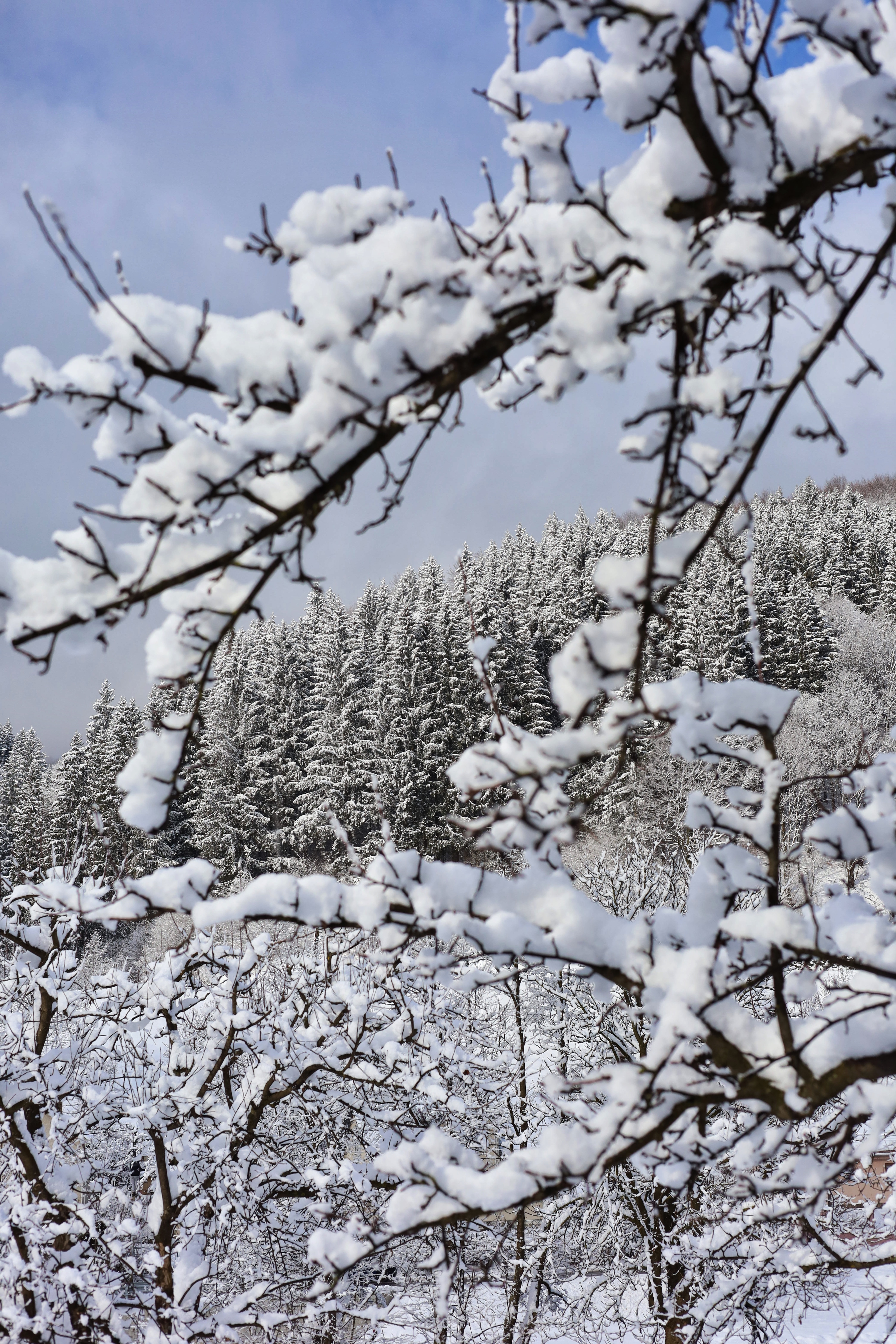
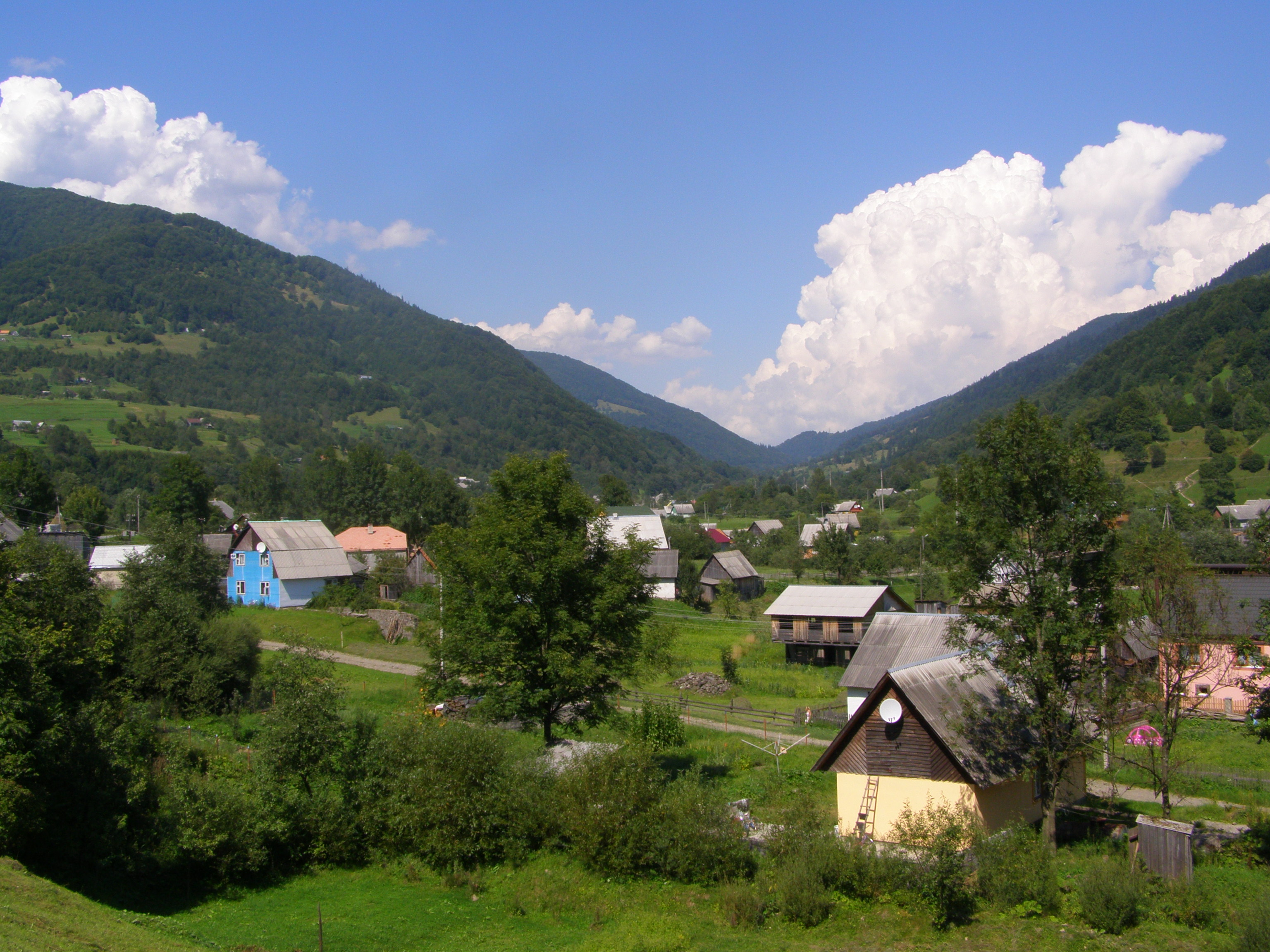
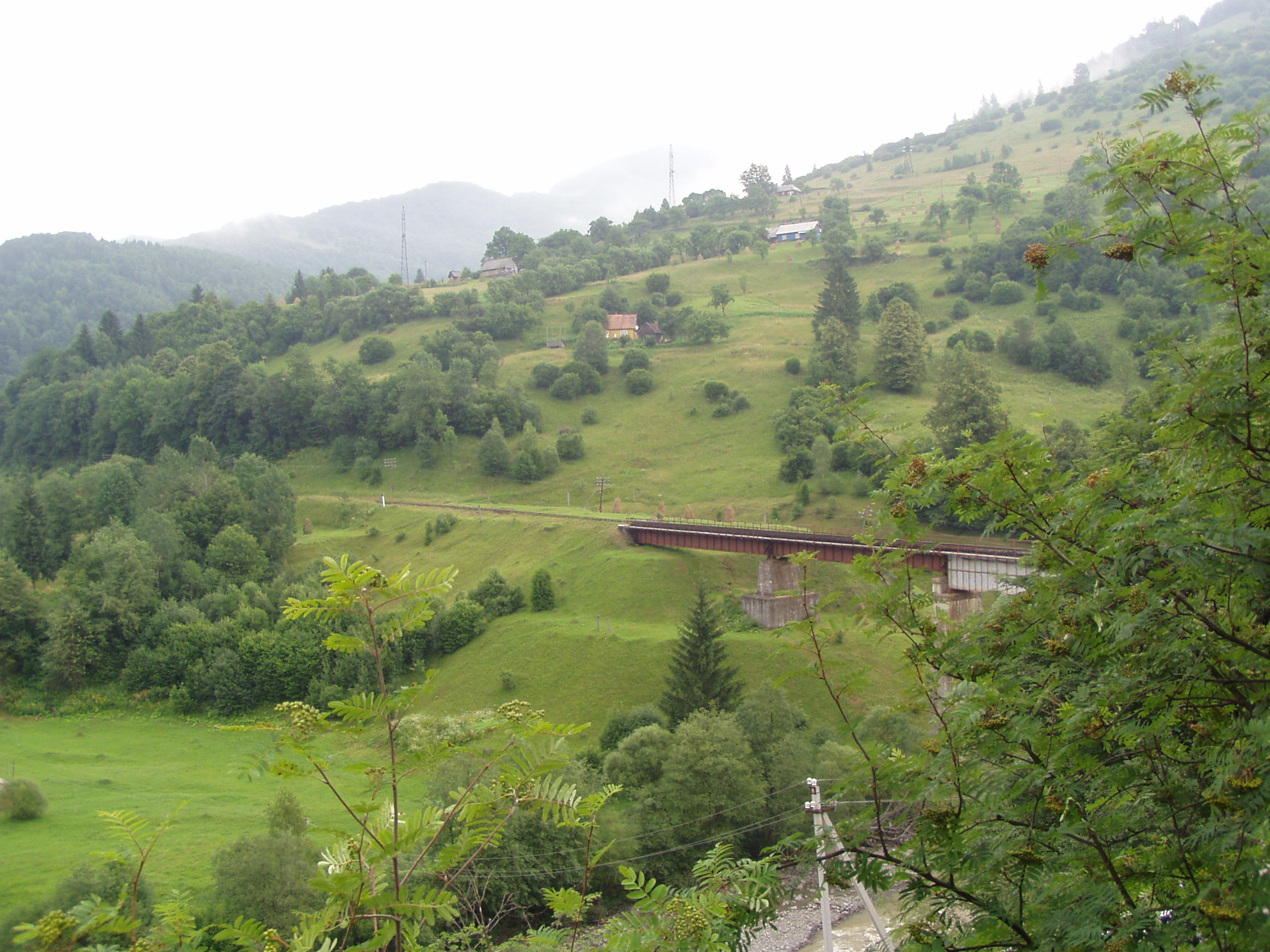
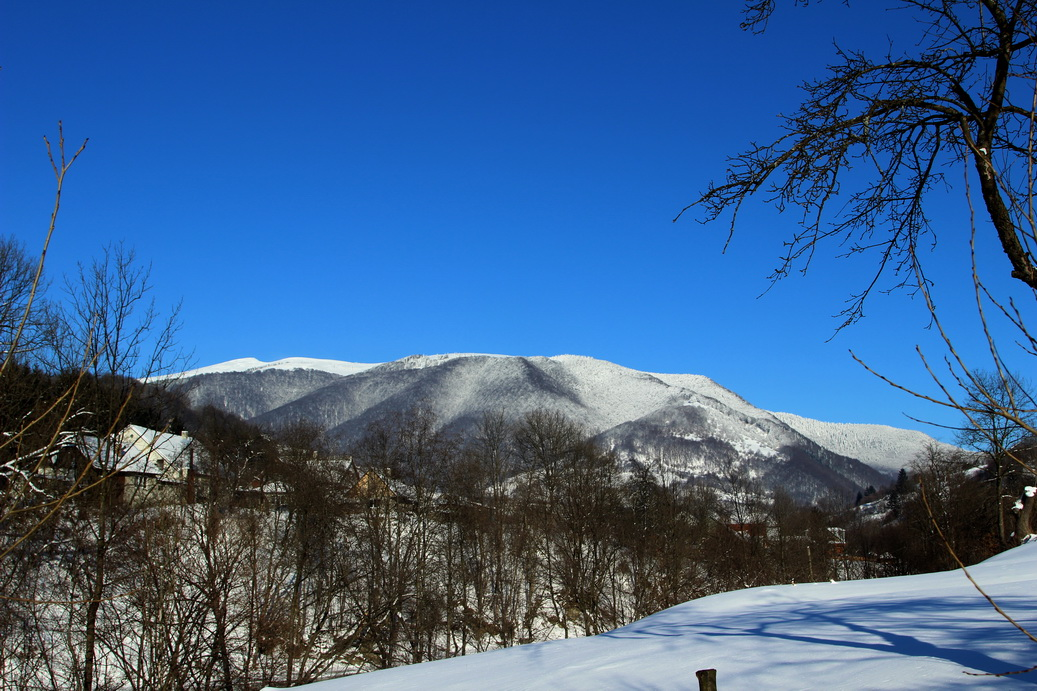
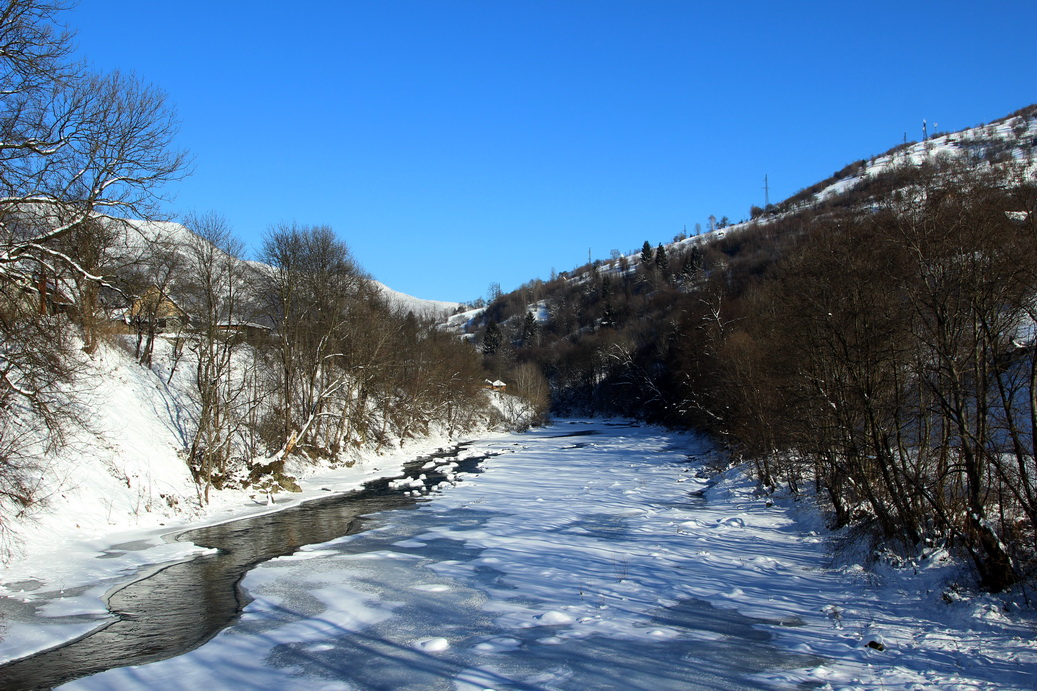
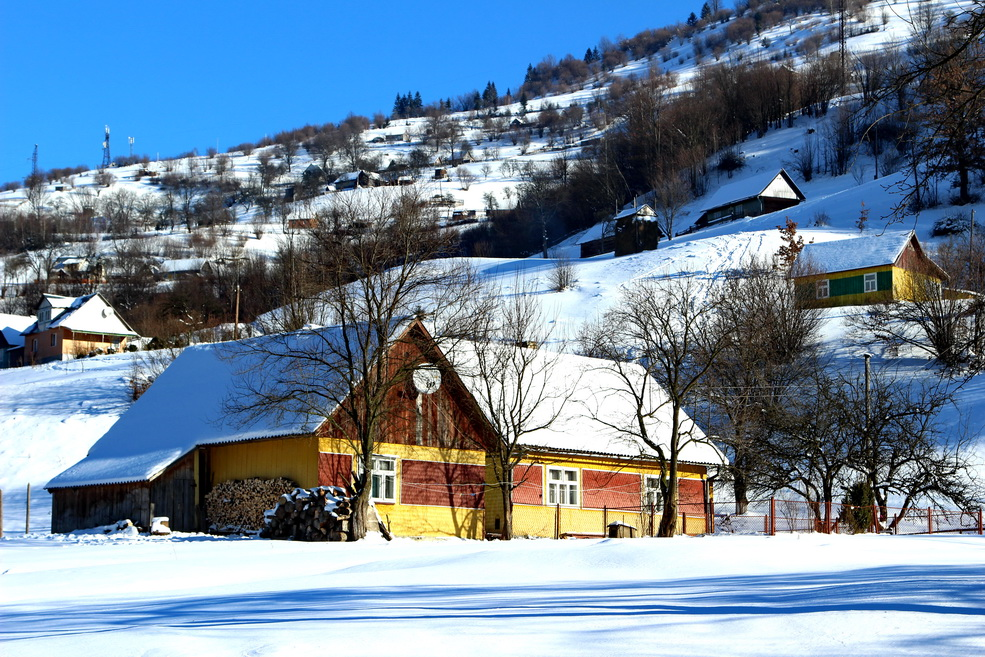